# Ugine
Pour les articles homonymes, voir Ugine (homonymie).
Ugine est une commune française située dans le département de la Savoie, en région Auvergne-Rhône-Alpes. 

## Géographie

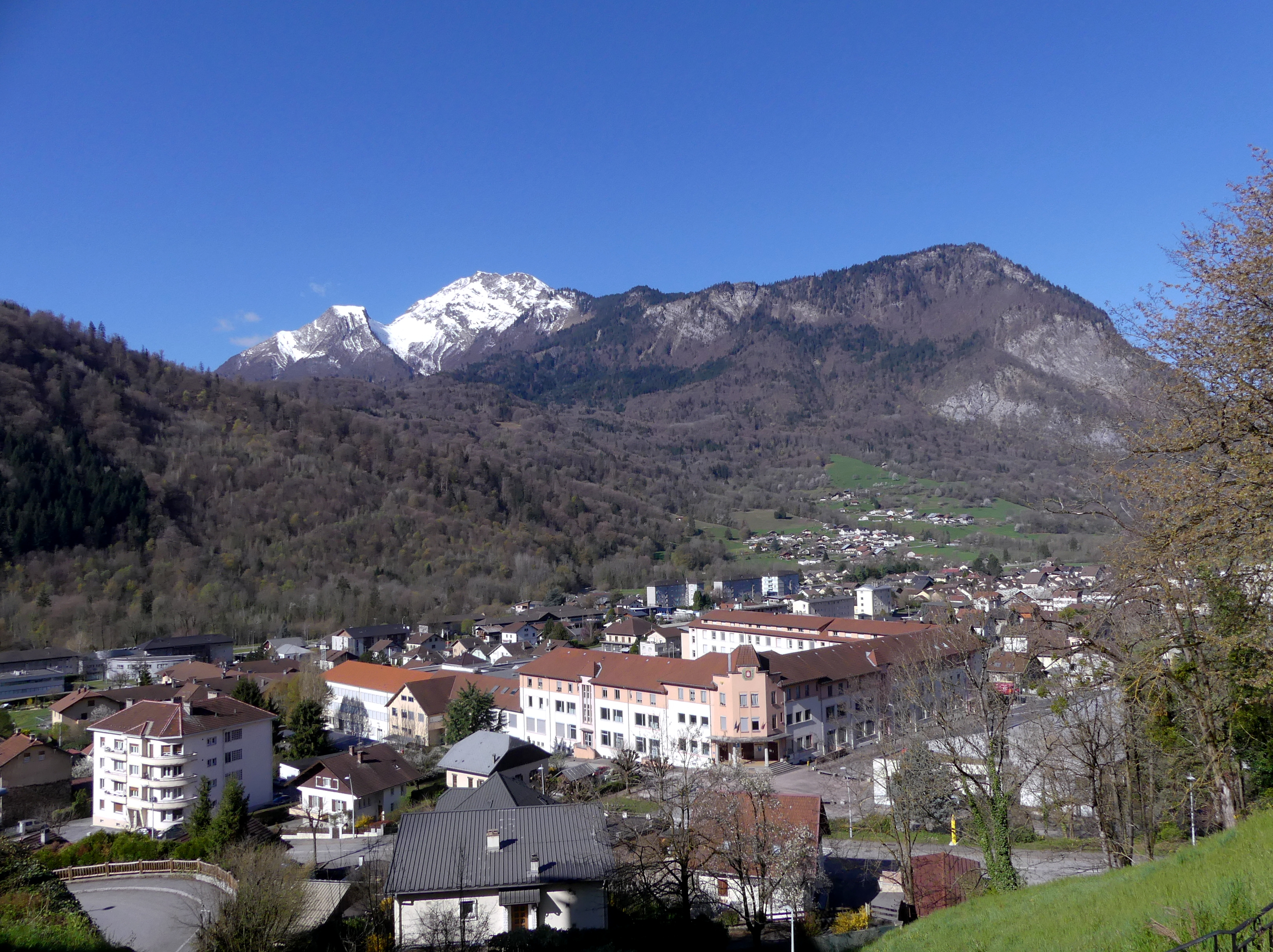
Ugine au pied des Bauges.

### Localisation
La commune d'Ugine se situe dans la partie nord du département de la Savoie en région Auvergne-Rhône-Alpes, partiellement au contact de la limite avec le département de la Haute-Savoie. Le territoire de la commune est traversé par deux cours d'eau ou torrents de montagne, la Chaise et l'Arly à la sortie de ses gorges. Le bourg s'est développé à la jonction de la trouée glaciaire d'Annecy-Ugine, après la vallée de Faverges, là où la Chaise rejoint la rivière de l'Arly,. Cette vallée en amont de la cluse d'Annecy se nomme « Trouée de Faverges - Ugine ». L'Arly s'écoule ensuite en direction du sud, vers Albertville et la combe de Savoie. Ugine s'est construite dans la pente des pâturages situés au pied du mont Charvin. La commune se trouve ainsi dans une sorte de « Cirque », bordée par la chaîne des Aravis, le massif des Bauges et le Val d'Arly. Les paysages ont donc un fort aspect montagnard, caractérisés par une alternance entre les prairies, les vergers et les forêts domaniales de conifères. Jean Miège observait en 1934 « Outre de nombreux hameaux dispersés un peu partout, [le bourg] se présente sous l'aspect d'une ville double » avec le vieux centre historique, édifié au-dessus de l'ancienne motte castrale et la ville moderne avec les usines notamment dans le fond des deux vallées, Les Fontaines d'Ugine.

### Communes limitrophes

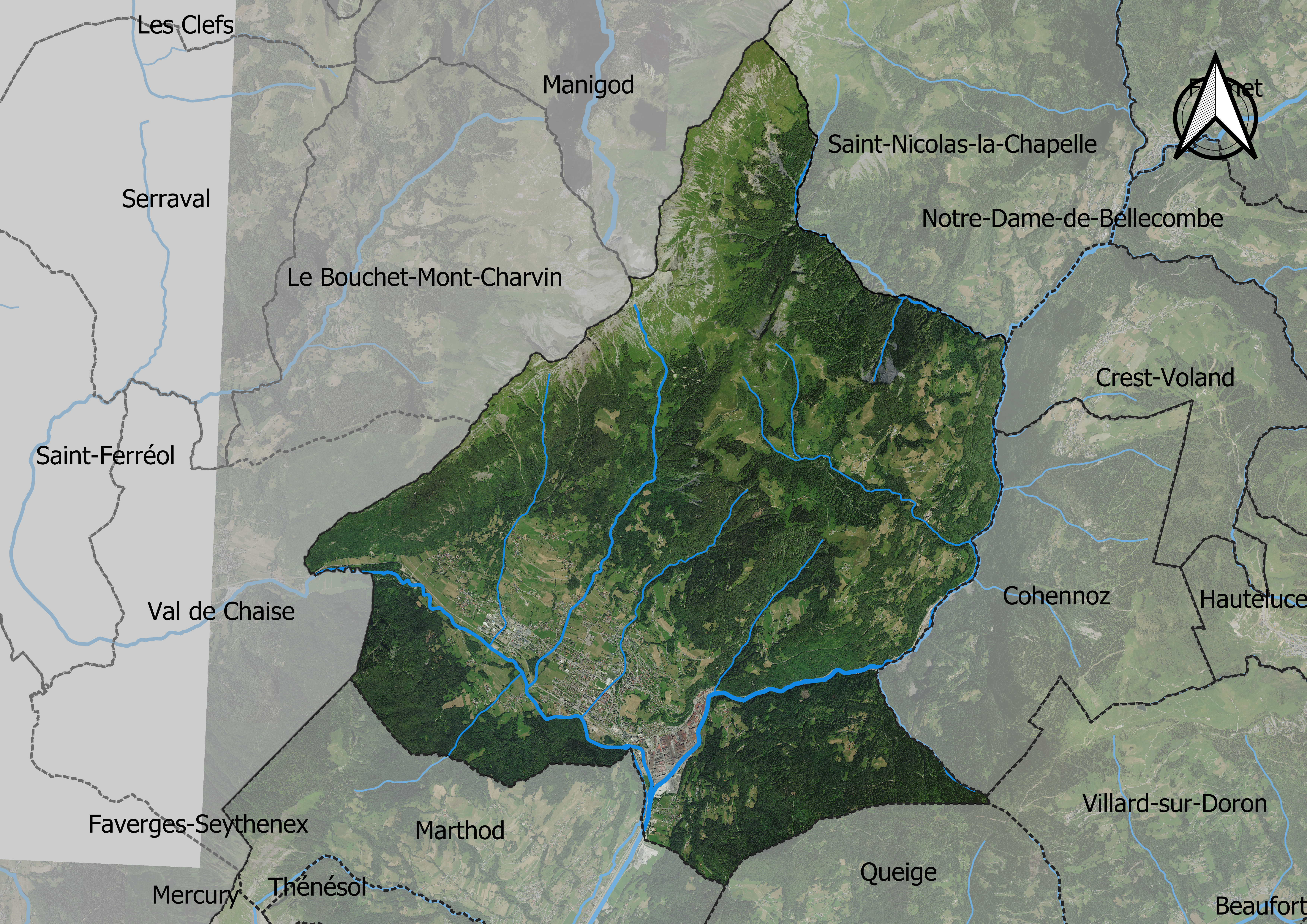
Ugine et les communes limitrophes.

La commune d'Ugine a pour communes limitrophes du nord à l'ouest, du sud à l'est, Manigod, Le Bouchet, Marlens, Cons-Sainte-Colombe, Marthod, Queige, Cohennoz, Crest-Voland et Saint-Nicolas-la-Chapelle.

### Climat
Le climat y est de type montagnard en raison de la présence du Massif alpin.
La station météorologique de Météo-France installée sur la commune et mise en service en 1997 permet de connaître en continu l'évolution des indicateurs météorologiques. Le tableau détaillé pour la période 1981-2010 est présenté ci-après.
| Mois                                  | jan.           | fév.           | mars           | avril         | mai           | juin          | jui.         | août          | sep.          | oct.          | nov.          | déc.          | année      |
| ------------------------------------- | -------------- | -------------- | -------------- | ------------- | ------------- | ------------- | ------------ | ------------- | ------------- | ------------- | ------------- | ------------- | ---------- |
| Température minimale moyenne (°C)     | −0,9           | −0,3           | 2,8            | 5,6           | 10,1          | 13,3          | 14,8         | 14,7          | 11,5          | 8             | 2,8           | −0,6          | 6,9        |
| Température moyenne (°C)              | 2,1            | 3,7            | 7,4            | 10,7          | 15,2          | 18,8          | 20,3         | 20            | 16,3          | 12,2          | 6,1           | 2,3           | 11,3       |
| Température maximale moyenne (°C)     | 5,2            | 7,6            | 12,1           | 15,9          | 20,3          | 24,3          | 25,8         | 25,3          | 21,1          | 16,3          | 9,4           | 5,2           | 15,7       |
| Record de froid (°C) date du record   | −11,6 27.01.05 | −16,6 05.02.12 | −10,7 01.03.05 | −3 08.04.03   | −0,7 06.05.19 | 2,7 01.06.06  | 6,6 15.07.16 | 5,9 31.08.10  | 2 26.09.02    | −2,6 29.10.12 | −7,4 27.11.10 | −13 20.12.09  | −16,6 2012 |
| Record de chaleur (°C) date du record | 17,4 10.01.07  | 21,9 25.02.21  | 25,4 31.03.21  | 28,3 21.04.18 | 32,3 24.05.09 | 35,5 30.06.03 | 38 24.07.19  | 40,4 13.08.03 | 31,3 17.09.19 | 28 07.10.09   | 22,9 02.11.20 | 19,8 17.12.19 | 40,4 2003  |
| Précipitations (mm)                   | 126,7          | 108,2          | 129,5          | 103,9         | 101,4         | 108,4         | 113          | 125,9         | 99,8          | 106,7         | 117,3         | 132,5         | 1 373,3    |

### Voies de communications

#### Par routes
- la D 1212.

#### Pistes cyclables
Une piste cyclable relie les villes d'Albertville, d'Ugine et Annecy en voie séparée de la nationale sur le tracé de l'ancienne ligne d'Annecy à Albertville.

#### Transport ferroviaire
Il n'existe plus de desserte assurée par la SNCF sur la commune, celle-ci étant dorénavant réservée d'Ugine à Albertville au fret de matériaux destinés aux usines.
Une ligne d'Annecy à Albertville fut mise en exploitation le 3 juin 1901 ; elle a été fermée au service voyageurs le 5 mai 1938 mais un train ouvrier, non accessible au public, continua de fonctionner entre Albertville et Ugine jusqu'en 1953 pour les aciéries d'Ugine uniquement.

#### Transports en commun
Il existe un service d'autocars en direction d'Albertville mis en place par la Communauté d'agglomération Arlysère. De plus, trois compagnies de Taxi-Ambulance sont implantées sur la commune.

#### Transports aériens
L'aéroport le plus proche est celui d'Annecy ; une liaison avec Paris y était régulière. Cette liaison est actuellement suspendue. L'aéroport international le plus près est celui de Genève Cointrin, qui dessert une centaine de destinations dans le monde entier.

## Urbanisme

### Typologie
Au 1er janvier 2024, Ugine est catégorisée petite ville, selon la nouvelle grille communale de densité à sept niveaux définie par l'Insee en 2022.
Elle appartient à l'unité urbaine d'Ugine, une agglomération intra-départementale regroupant trois  communes, dont elle est ville-centre,,. Par ailleurs la commune fait partie de l'aire d'attraction d'Albertville, dont elle est une commune de la couronne,. Cette aire, qui regroupe 30 communes, est catégorisée dans les aires de 50 000 à moins de 200 000 habitants,.

### Occupation des sols
L'occupation des sols de la commune, telle qu'elle ressort de la base de données européenne d’occupation biophysique des sols Corine Land Cover (CLC), est marquée par l'importance des forêts et milieux semi-naturels (77,4 % en 2018), en diminution par rapport à 1990 (78,3 %). La répartition détaillée en 2018 est la suivante : 
forêts (57,5 %), prairies (12,5 %), milieux à végétation arbustive et/ou herbacée (11,3 %), espaces ouverts, sans ou avec peu de végétation (8,6 %), zones urbanisées (4,4 %), zones agricoles hétérogènes (3,7 %), zones industrielles ou commerciales et réseaux de communication (2 %).
L'IGN met par ailleurs à disposition un outil en ligne permettant de comparer l’évolution dans le temps de l’occupation des sols de la commune (ou de territoires à des échelles différentes). Plusieurs époques sont accessibles sous forme de cartes ou photos aériennes : la carte de Cassini (XVIIIe siècle), la carte d'état-major (1820-1866) et la période actuelle (1950 à aujourd'hui).

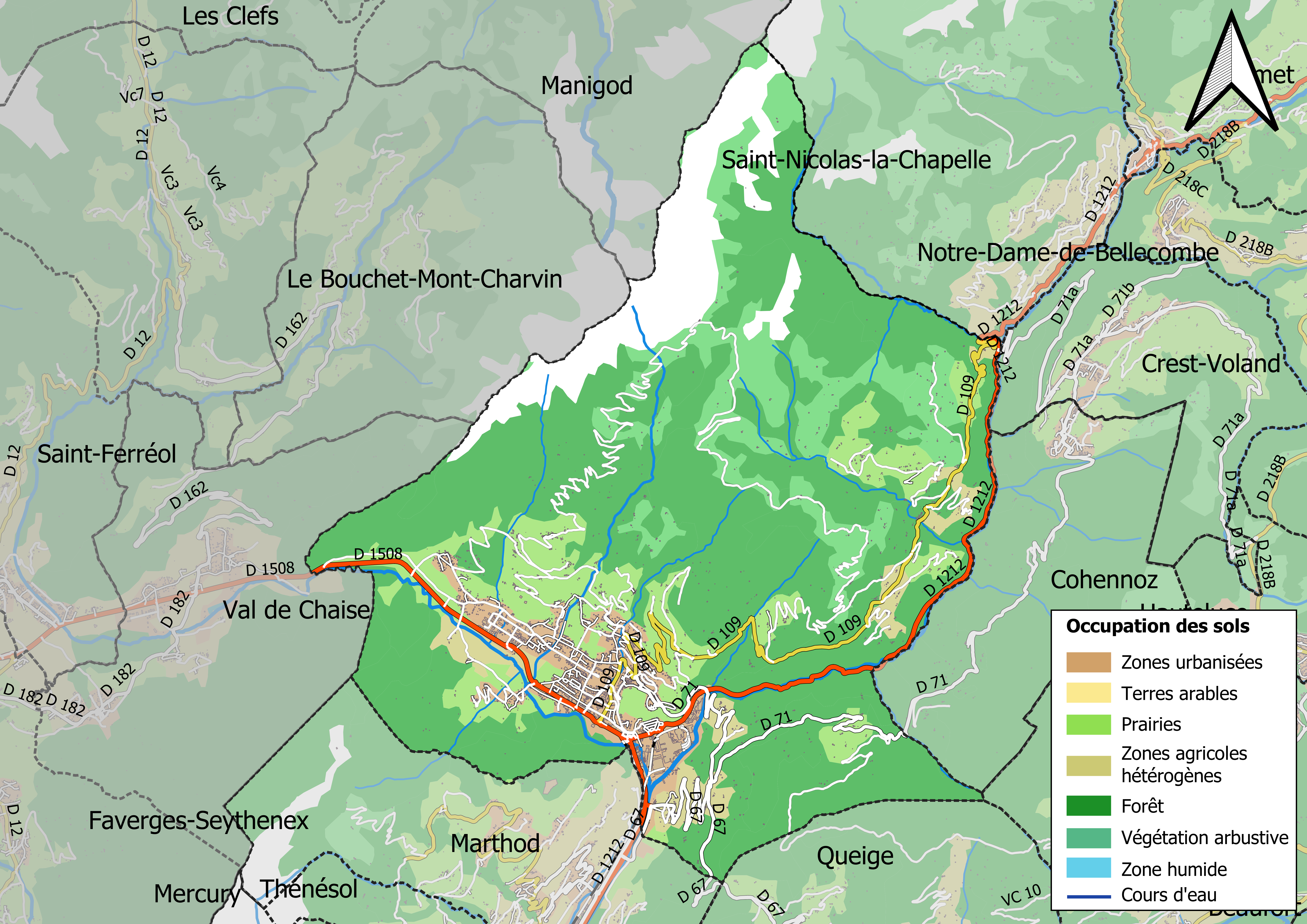
Carte des infrastructures et de l'occupation des sols en 2018 (CLC) de la commune.
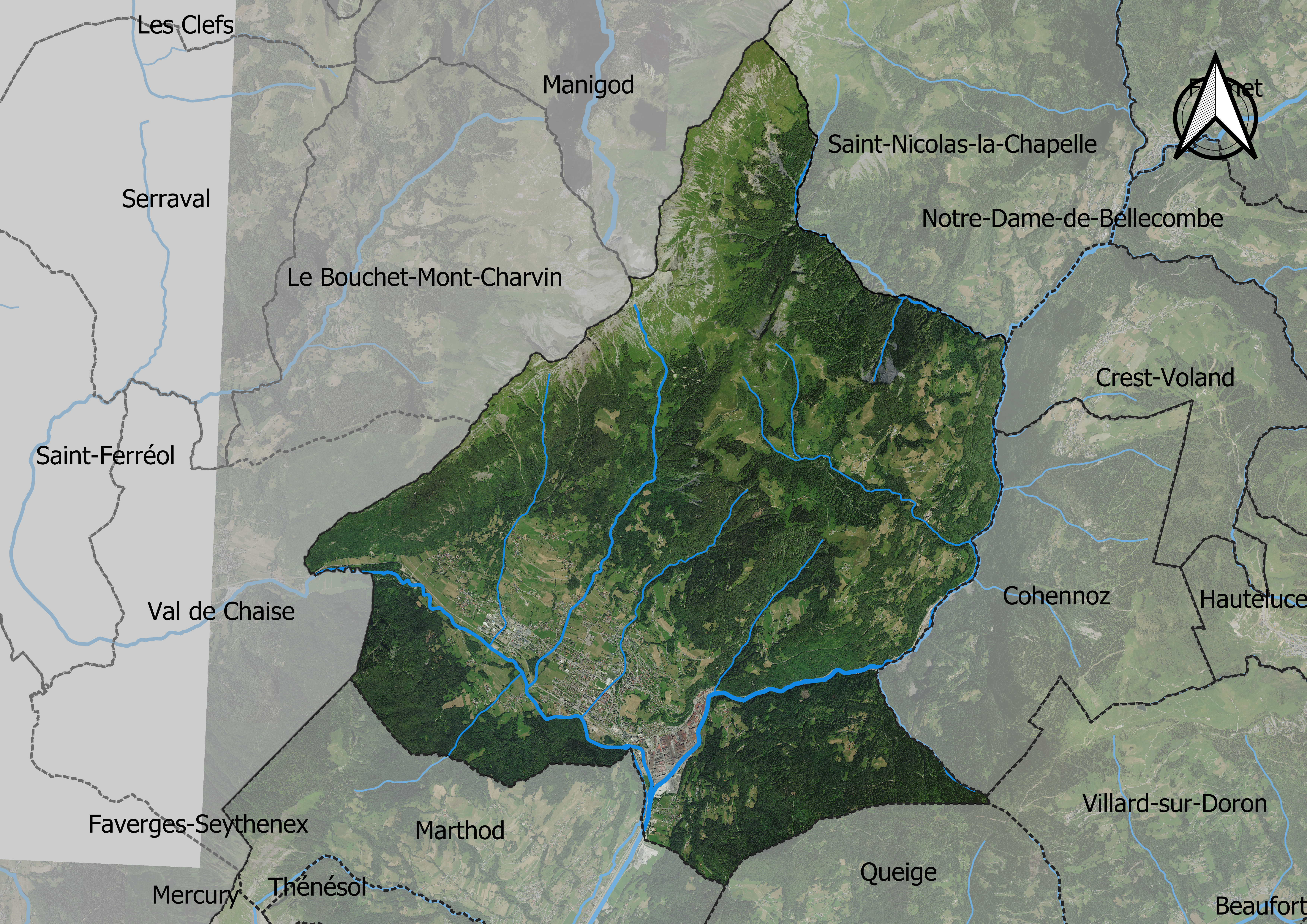
Carte orthophotogrammétrique de la commune.

### Morphologie urbaine
Le plan ci-contre date de 1975 mais, du fait du déclin démographique, il n'y a pas eu de transformations notables depuis cette date.

#### Un carrefour illusoire
Ugine est à la confluence de l’Arly, descendu du seuil de Megève, et de la Chaise, son petit affluent de rive droite,. On pourrait en déduire une vocation urbaine par la facilitation des échanges. La réalité n’est pas aussi simple. S’agissant de l’Arly, à l’est, la remontée de ses gorges a toujours été redoutable. Elles correspondent à une zone de décollement des sédiments des massifs préalpins par rapport au massif cristallin du Beaufortain. C’est un secteur non stabilisé aux perpétuels glissements de terrain. Malgré des travaux d’entretien extrêmement coûteux, la circulation routière est encore au XXIe siècle très souvent interrompue en cas d’intempéries. Vers l’aval, en direction d’Albertville, avant l’endiguement de la rivière, la plaine alluviale était soumise à de graves inondations. S’agissant de la Chaise, vers l’ouest, les conditions sont en quelque sorte inversées : une large cluse est ouverte entre les massifs préalpins des Bornes, au nord-est et des Bauges au sud-ouest : la Chaise, étrangère à cette déchirure structurale, passe quasi inaperçue et la route est largement ouverte en direction d’Annecy et de Genève. Cette facilité ne compense pas le handicap du côté du val d'Arly. Au total, les conditions d’un véritable carrefour ne sont pas réunies. De fait, jusqu’au XVIIe siècle, Ugine s’est trouvée en position frontalière (voir section « Histoire »). Face au duché de Savoie étendu à la Tarentaise, elle relevait du Genevois à l’époque où celui-ci était apanagé aux Genevois-Nemours et, sur le plan religieux, faisait partie du diocèse d’Annecy,.

#### Trois sites, trois destins

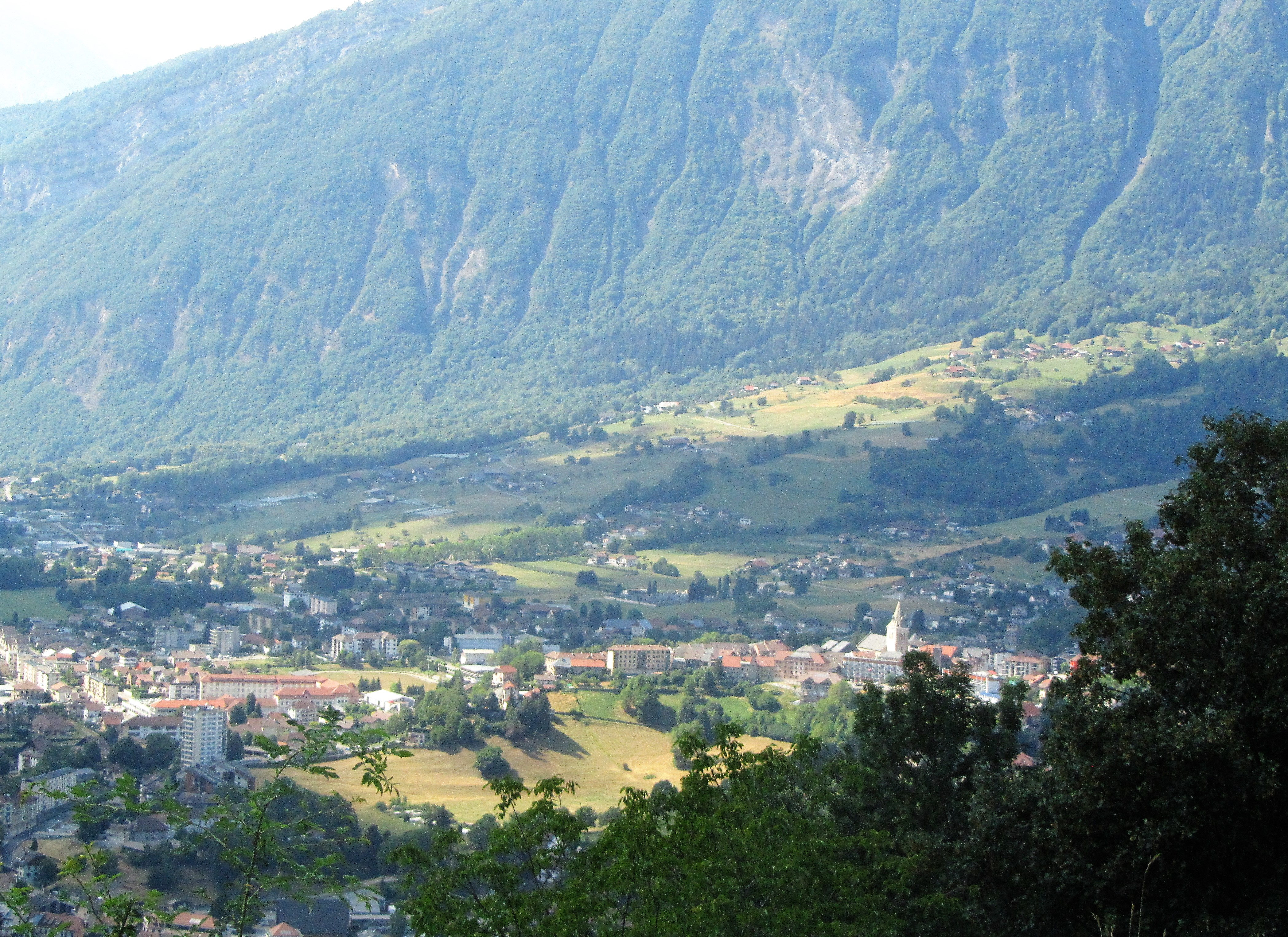
L'adret d'Ugine depuis le Bourg.
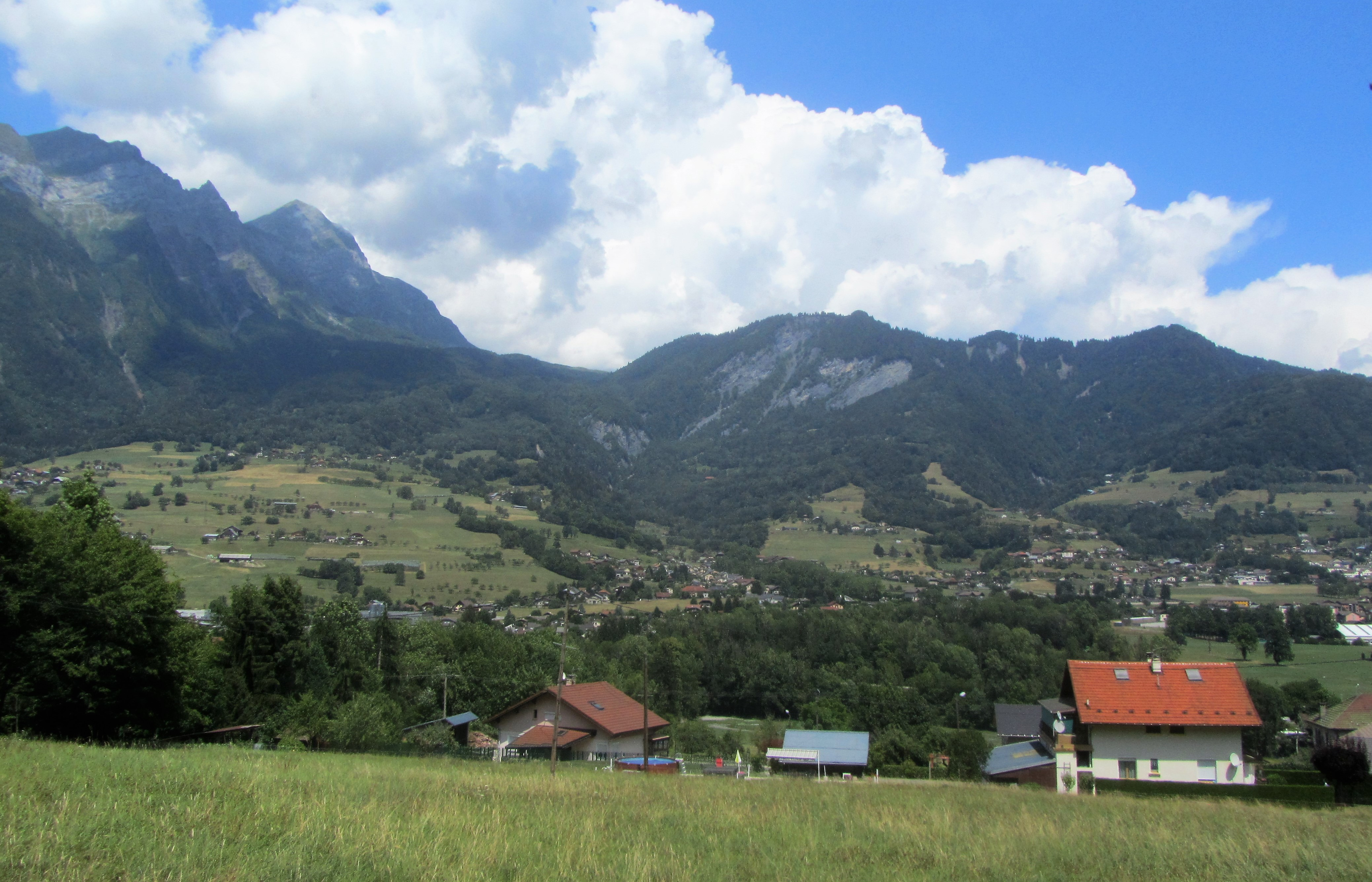
L'adret d'ugine vue générale depuis Outrechaise.
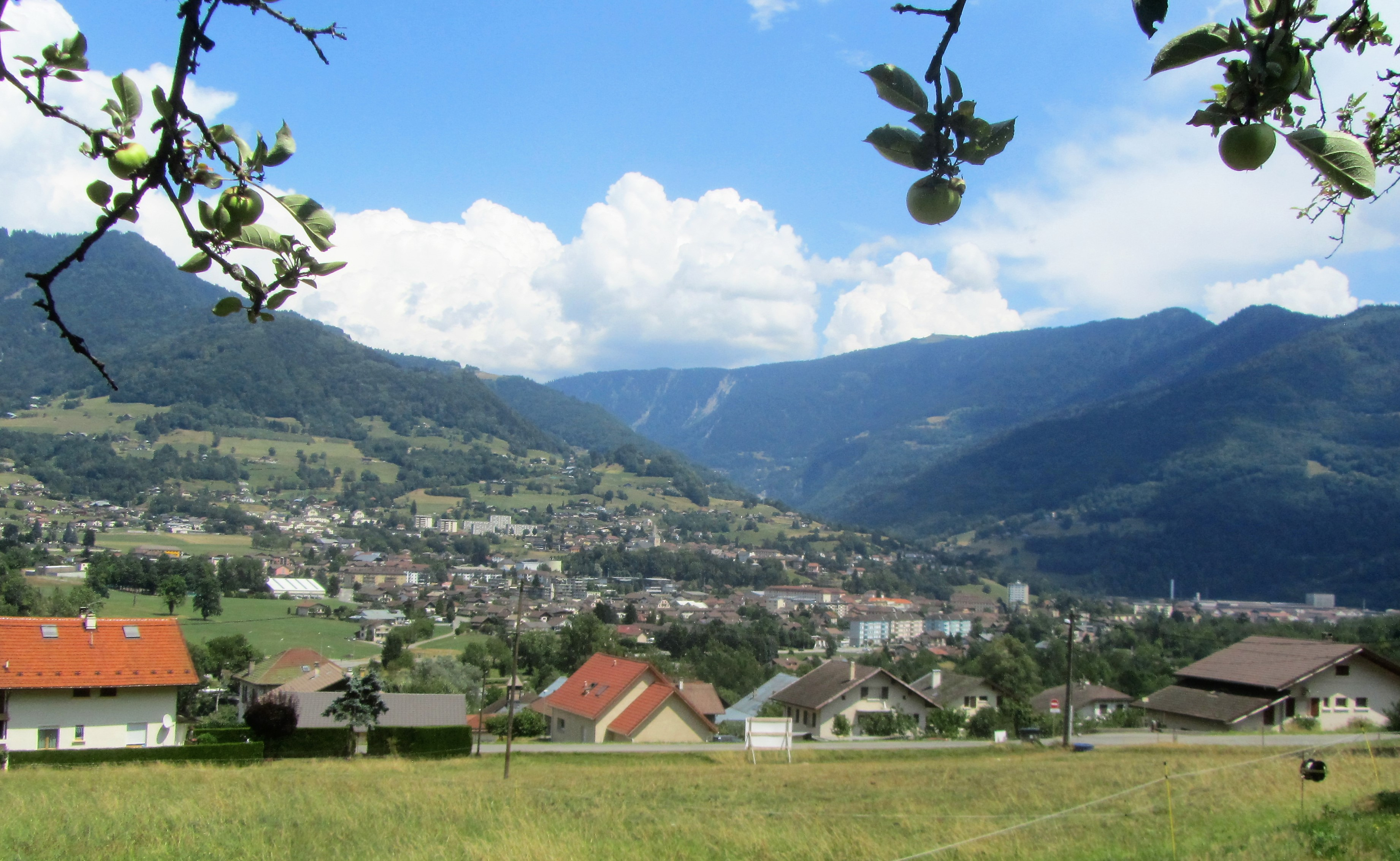
Vue générale depuis Outrechaise
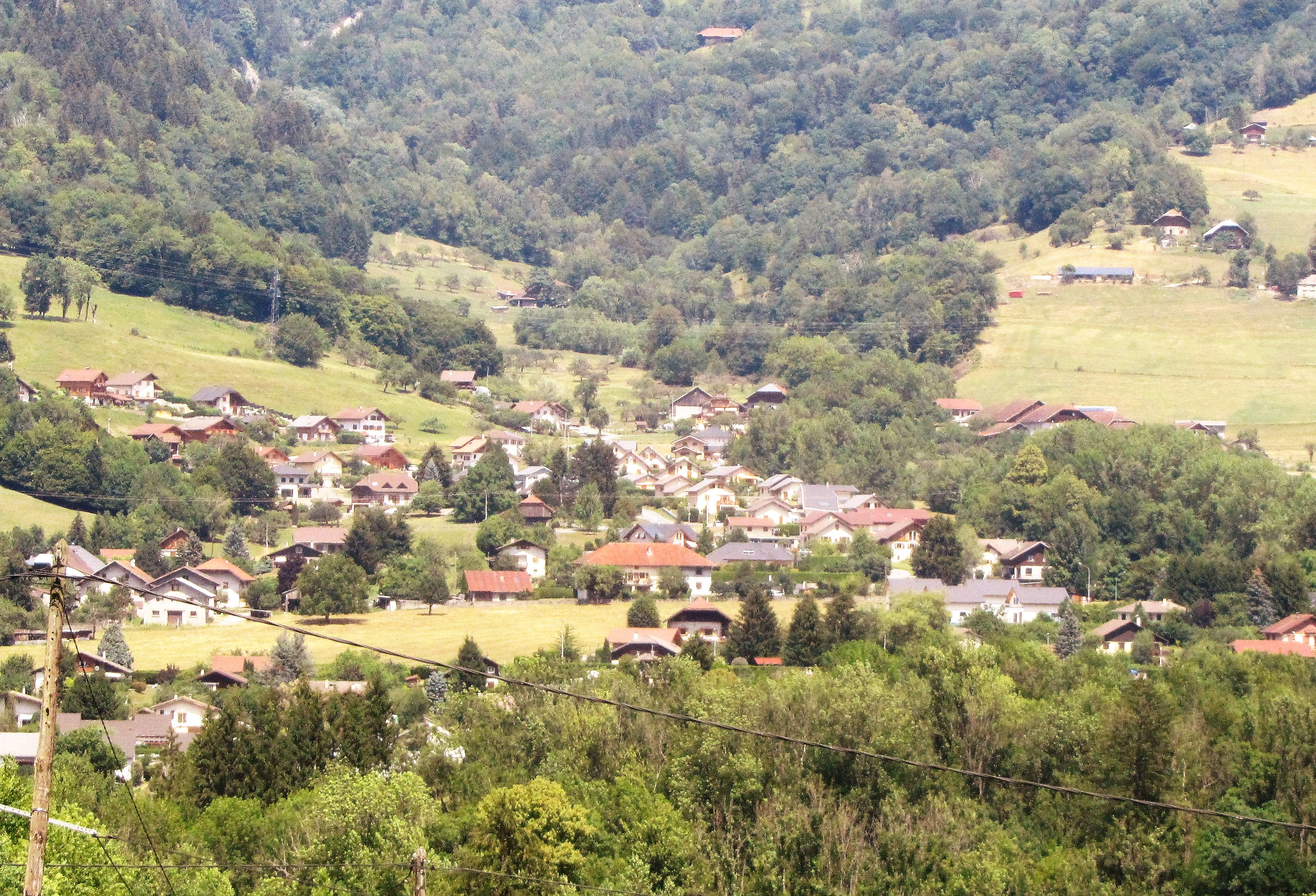
Hameau de l'adret d'Ugine

Avant l’annexion des communes d’Outrechaise en 1962 et de Héry-sur-Ugine en 1971 (voir la section « Villages, hameaux, lieux-dits » ci-après), le territoire communal pouvait se définir pour l’essentiel comme un adret typique, modelé par l’érosion en une pente assez régulière dans les couches sédimentaires tendres au-dessus desquelles se dressent les falaises calcaires du mont Charvin, excellente protection contre les vents du nord. Les nombreux hameaux (plus d’une vingtaine) sont étagés des bords de l’Outrechaise, vers 400 mètres, jusque vers 700 mètres sur les dos de terrains entre les ruisseaux : Nant Pugin, Eau Trouble, ruisseau de la Cha. Dans les siècles passés l’agriculture était l’activité dominante et elle occupait encore 76 % de la population en 1896. Ils étaient nombreux à monter à l’alpage à la belle saison et célébraient en septembre la descente de l’alpage. Trois de ces hameaux avaient leur école.

En marge du grand adret sous le mont Charvin (2 409 mètres) l’érosion a respecté un éperon de roches liasiques prolongé en direction de la confluence par un bouchon d’alluvions charriées par les anciens glaciers. Ce promontoire avait vocation naturelle à devenir le vieux bourg. Perché à une quarantaine de mètres au-dessus de la zone de confluence, il échappait aux risques d’inondation. Par ailleurs le site n’était pas dépourvu d’une certaine valeur stratégique qui est allée en s’atténuant avec la fin du morcellement féodal. Trois étages altitudinaux décroissants symbolisent cette progressive décadence. Le château médiéval, campé à 600 mètres sur la route d’Héry avait fière allure au XIIIe siècle, mais était en ruines dès le milieu du XIVe siècle. Le bourg lui-même était déjà ceint de remparts avant 1280 ; ceux-ci ont été percés de portes et de fenêtres au XVIe siècle par les propriétaires des maisons attenantes. Pendant la guerre franco-espagnole, vers 1597-1598, seul le château de Crécherel en contrebas semble avoir tenu garnison et aurait été le théâtre de combats de diversion. Enfin, en des temps où l'on n’imaginait même pas la possibilité d’établir une route au fond des gorges de l'Arly si dangereuses, ce promontoire était comme une première marche d’escalier pour la montée vers le Faucigny par le seuil de Megève en se tenant jusqu’à Flumet à mi-hauteur en rive droite de l’Arly. D’où une vocation de modeste place commerciale et, de fait, un marché s’y tenait tous les lundis. En 1635, le procureur fiscal au conseil de Genevois signale deux foires dans l’année. De cet ensemble de prédispositions naturelles a découlé le rôle de centre commerçant administratif et religieux toujours actuel. La maison des nobles Cerisier, rebaptisée Berthet-Proust parle encore avec éloquence de cette fonction résidentielle.

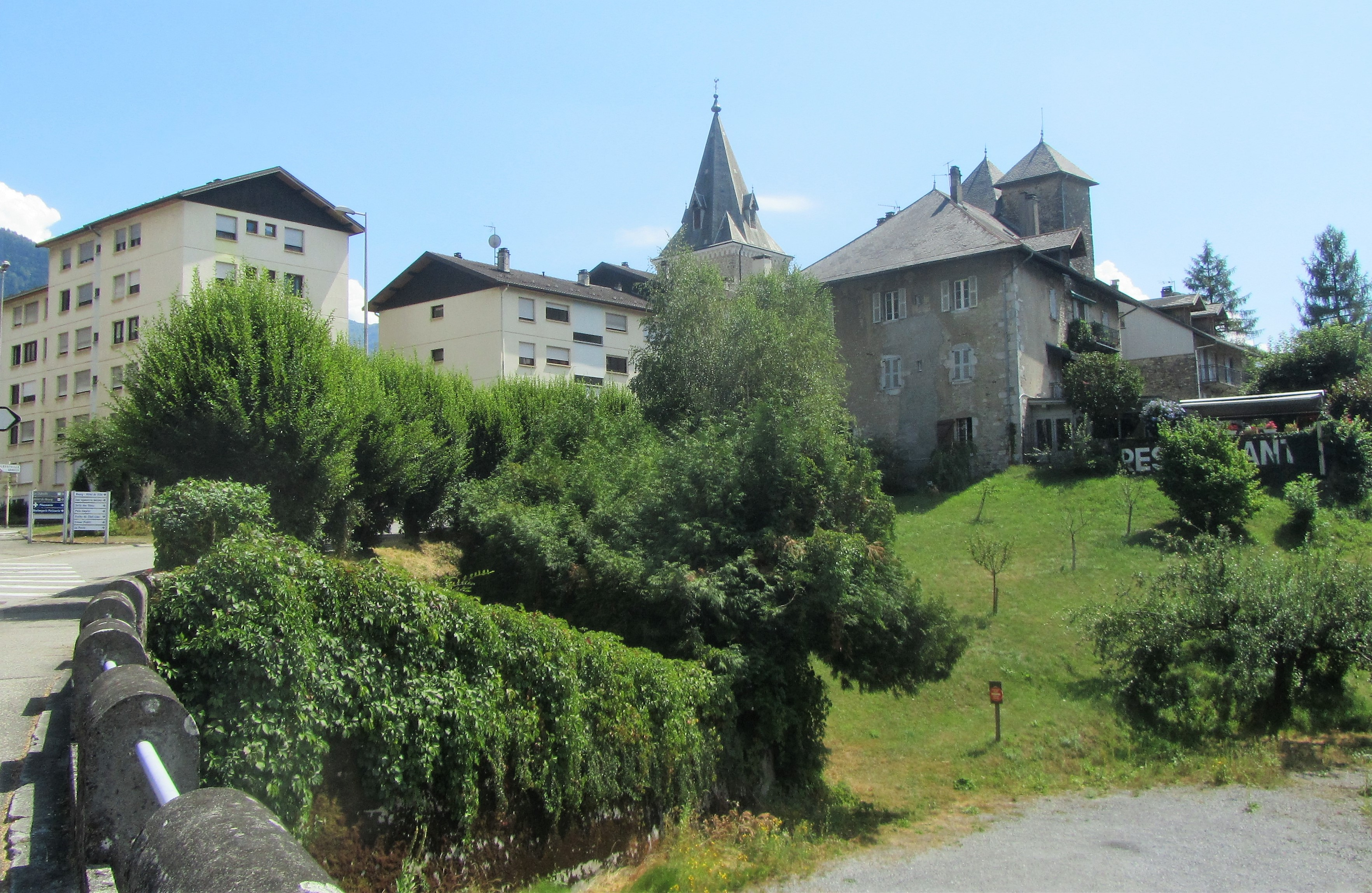
Le bourg d'Ugine ancien (à droite) et nouveau (à gauche)
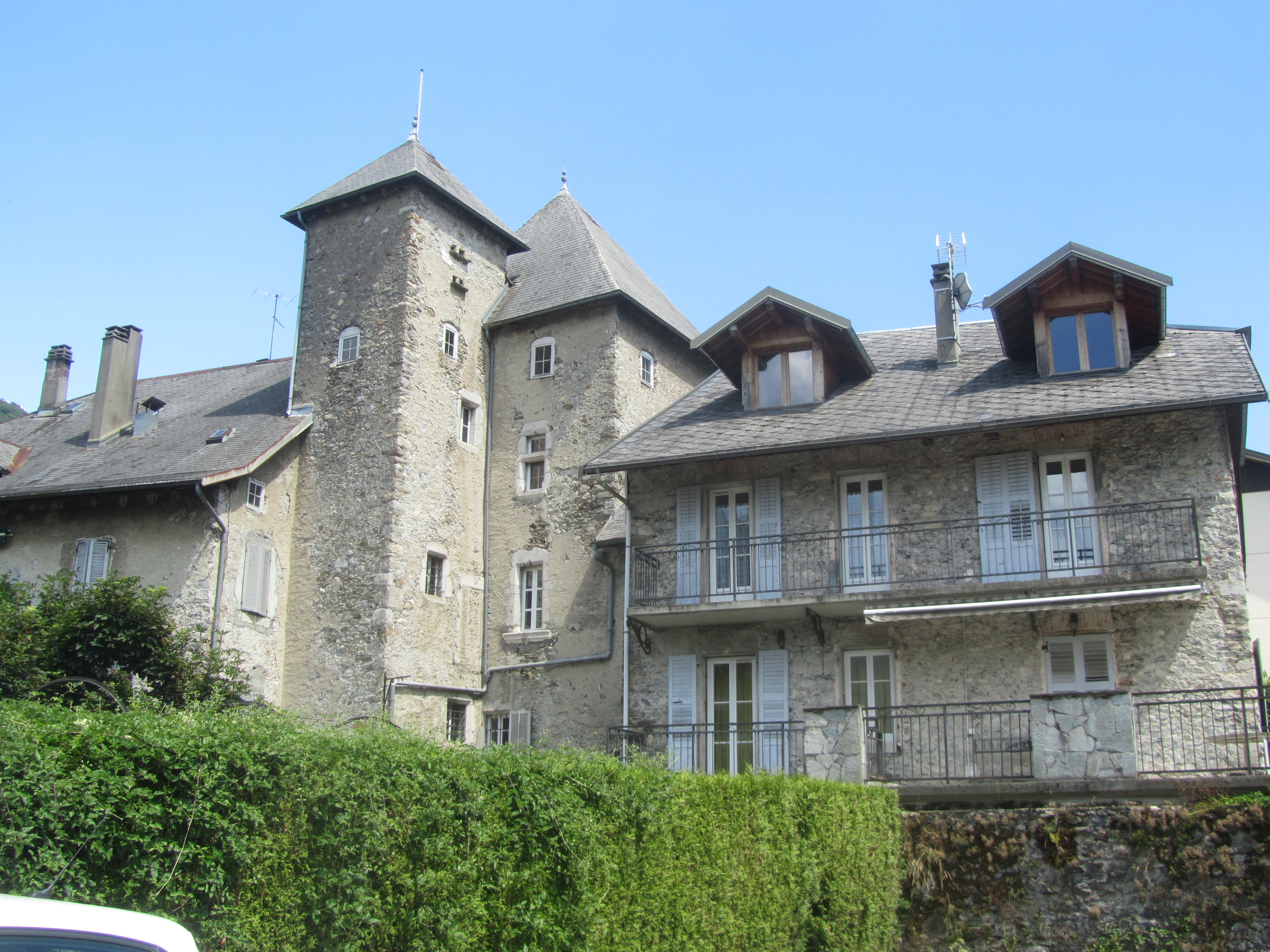
La maison Berthet-Proust
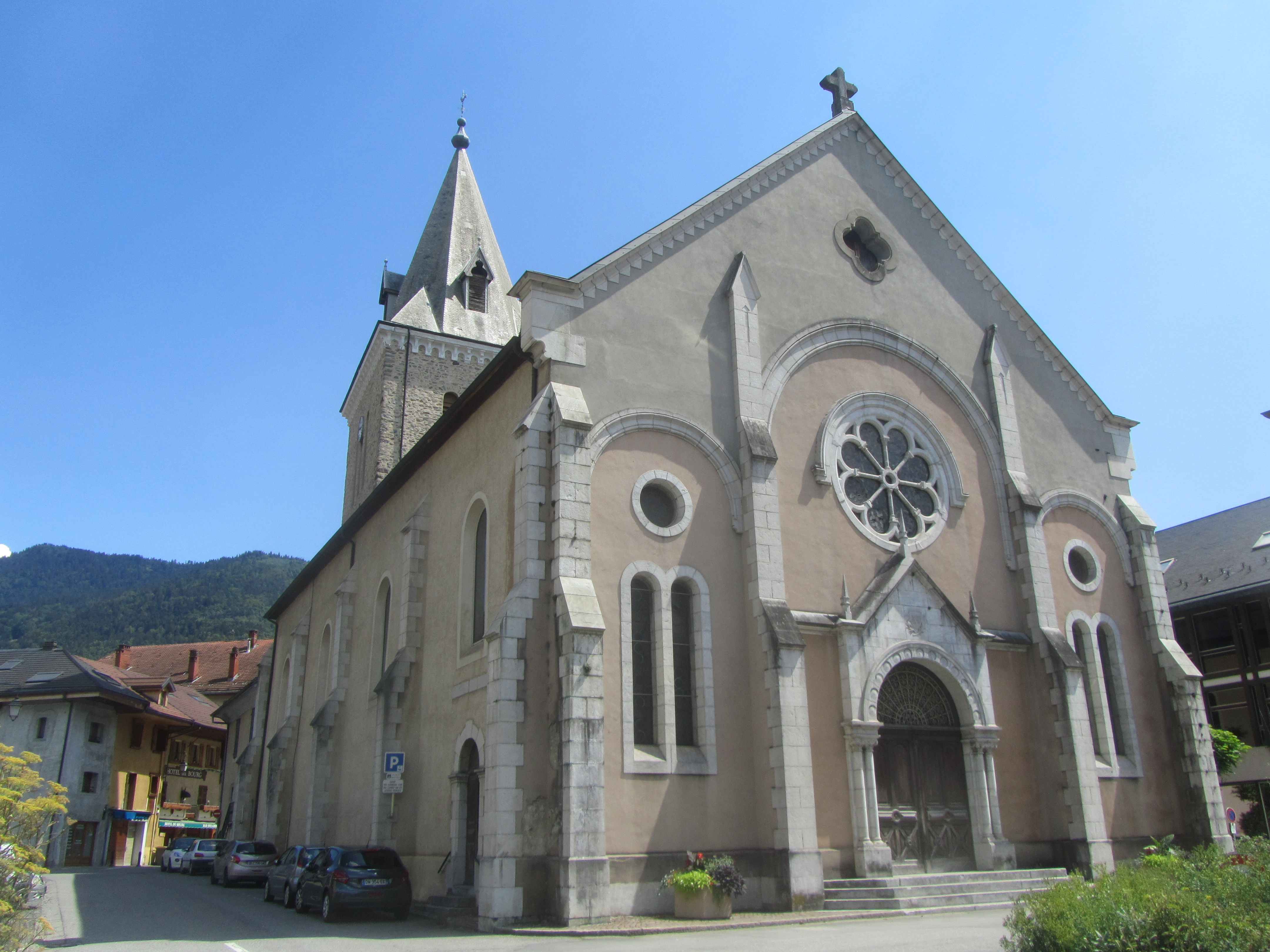
L'église Saint-Laurent

Au débouché de ses gorges, l’Arly a construit son cône de déjection et plaqué la Chaise contre la montagne. Ce milieu inhospitalier était sous la menace des crues : il n’abritait que la dizaine de maisons du hameau des Mollières, à la naissance du cône. Il devait voir sa valeur s’inverser lors de la révolution de la houille blanche. Par son débit relativement abondant et par sa forte pente la rivière se prêtait à l’aménagement d’une centrale hydroélectrique. La desserte ferroviaire a été assurée par l’ouverture de la ligne d’Albertville à Annecy en 1901. La pente du cône est modérée (une vingtaine de mètres de la sortie des gorges à la confluence). Paul Girod, installé provisoirement à Venthon, a trouvé là les conditions optimales pour l’établissement de ses Aciéries. Elles finiront par occuper la totalité du cône.

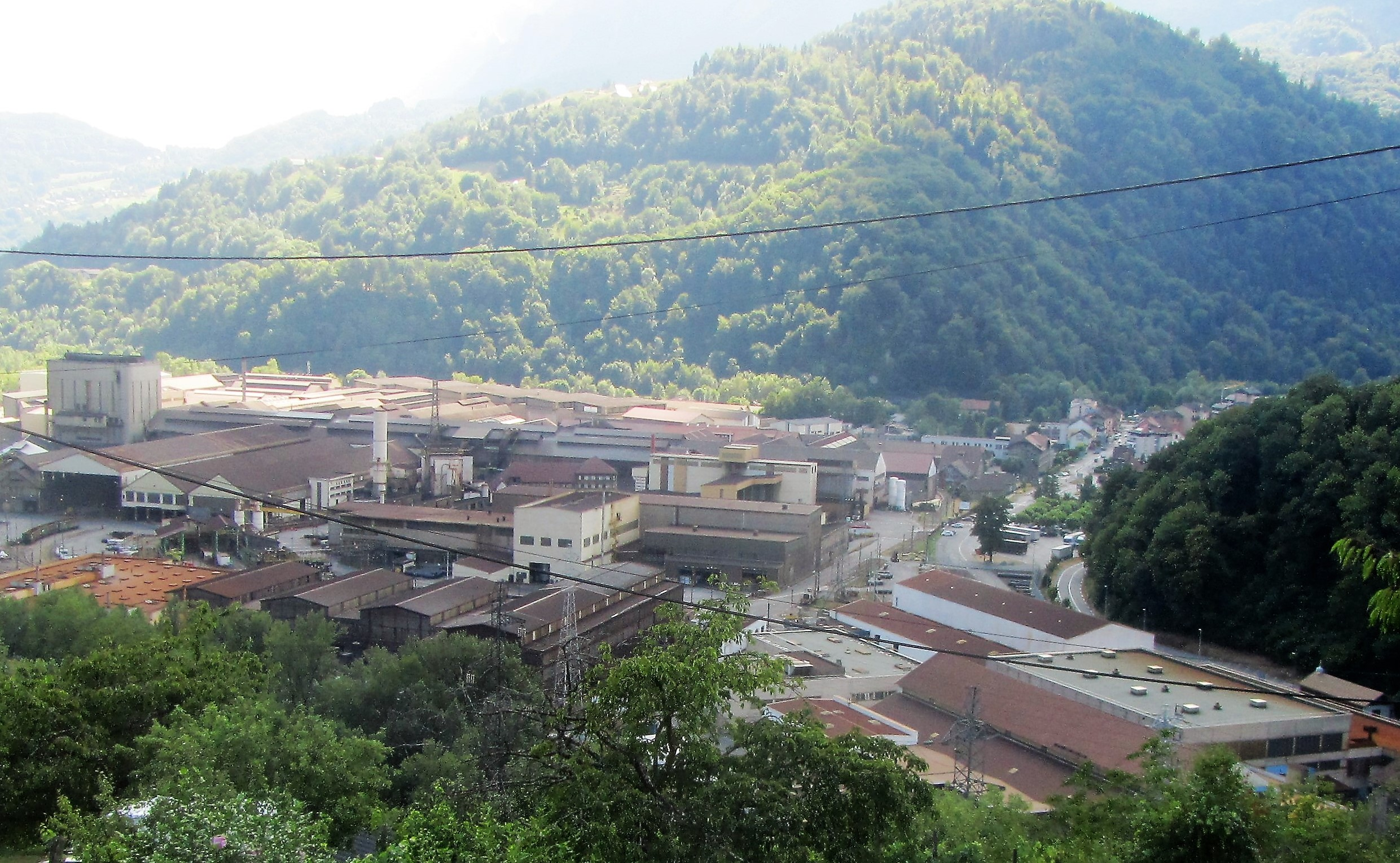
Vue d'ensemble des Aciéries d'Ugine
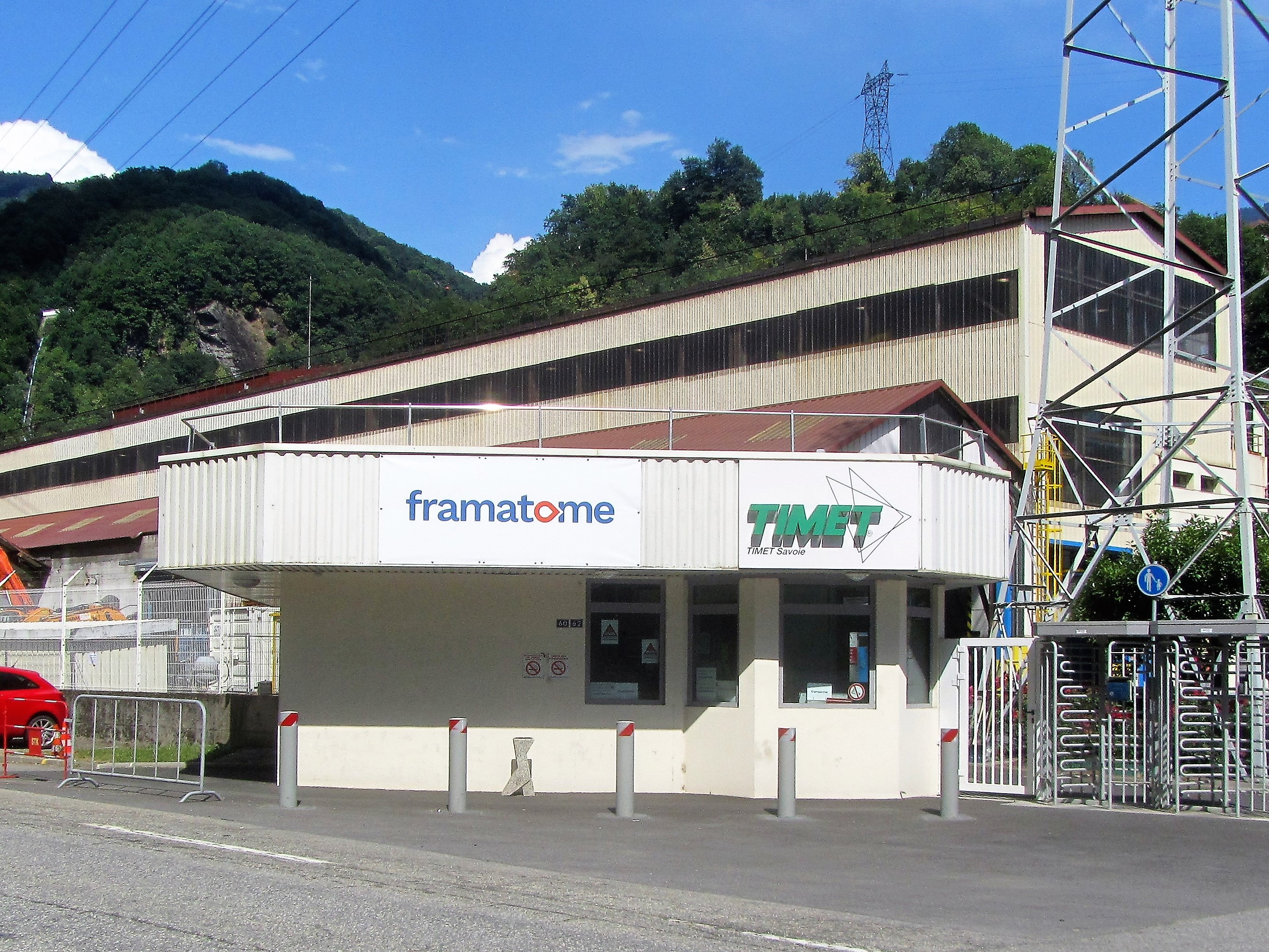
Framatome Timet
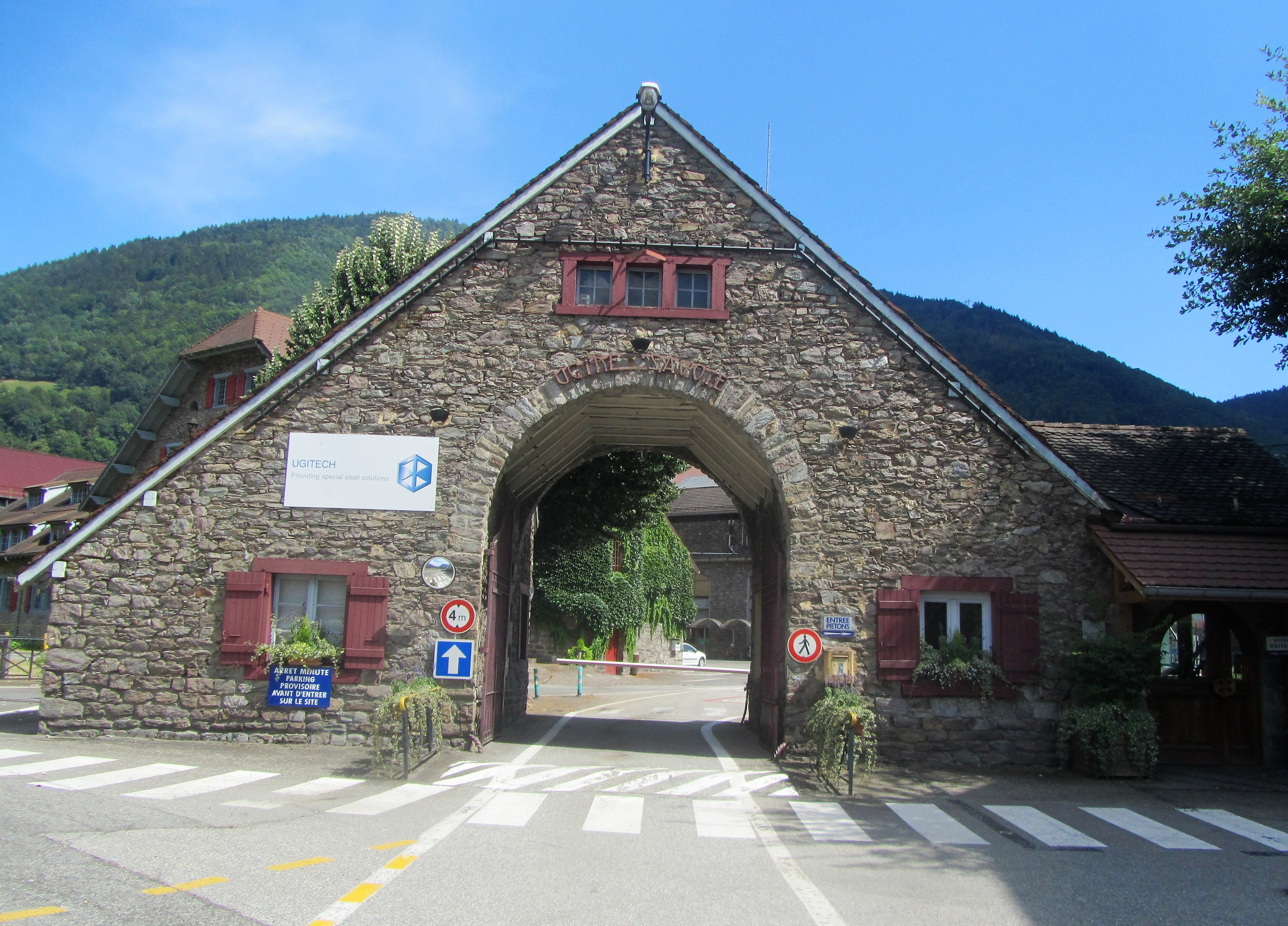
Entrée d'Ugitech
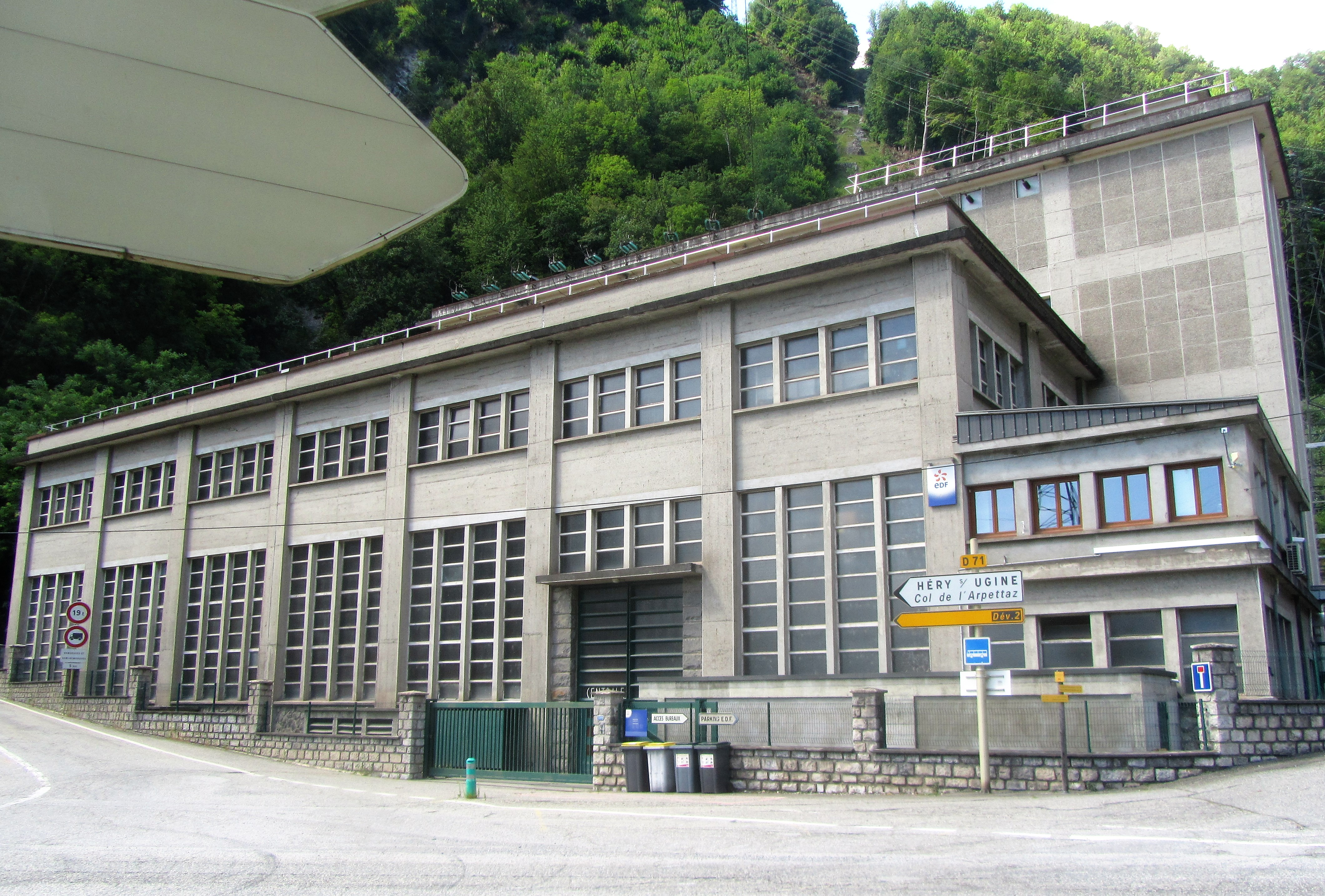
La centrale hydroélectrique sur l'Arly

#### Le melting pot
Au début du XXe siècle, Ugine est un gros bourg où sont regroupés 544 des 2 268 habitants de la commune soit 23 %. Celle-ci n’a pas fait exception à la loi générale de l’exode rural depuis le maximum démographique de 1848 où l’on comptait 3 071 Uginois. En 1975, la commune, où sont recensés 8 020 habitants, soit un quadruplement, s’inscrit parmi les plus peuplées du département de la Savoie. L’annexion des deux petites communes rurales d’Outrechaise et d’Héry compte pour peu dans cette croissance qui est, bien évidemment, à mettre en relation avec les effectifs employés dans les Aciéries même si l’on admet que tout le personnel ne réside pas sur place. On peut distinguer deux phases : avant et après la Deuxième Guerre mondiale. En janvier 1914 les Aciéries emploient 152 mensuels et 1 050 ouvriers. Le recensement de 1911 a dénombré 3 346 Uginois. Les Aciéries assument alors seules la responsabilité du logement de leur main-d’œuvre qu’elles cherchent à fixer dans la proximité immédiate de l’usine. Elles recrutent, certes, sur place et beaucoup d’agriculteurs uginois adoptent la double activité. Beaucoup viennent d’Albertville par le train. Mais Il faut accueillir un important contingent d’immigrés italiens, plus précisément piémontais. « Lorsque l’essor industriel se précisa…des milliers d’Italiens vinrent garnir les usines ; ils y étaient au début plus nombreux que les autochtones ». Dès 1910 sont achevés les 152 logements de l’ancien village (AV sur le plan).
Les efforts de construction vont redoubler entre les deux guerres mondiales. L’effectif des Aciéries s’élève 3 545 personnes en 1939 et 6 308 habitants ont été recensés en 1936. Une fois rappelé le rôle d’Albertville comme commune-dortoir vu la facilité de la desserte ferroviaire, il y a nécessité de loger sur place une majeure partie du personnel, surtout les étrangers venus compenser, au lendemain d’un conflit sanglant, nos pertes démographiques. En 1930 ils sont 1 006 sur un effectif de 2 368 soit 42 %. Tous sont plus ou moins les victimes des bouleversements provoqués par la guerre. Les 410 Italiens proviennent cette fois principalement des secteurs de la Vénétie qui avaient été le théâtre des combats contre l’Autriche-Hongrie. Presque aussi nombreux, les 401 Russes sont des rescapés des armées Blanches, celle de Wrangel surtout, en lutte contre les Bolcheviques. 143 Polonais ont fui leur territoire chahuté et la misère.

Les Aciéries assument encore pour la plus grande part la responsabilité du logement toujours à proximité de l’usine. Le phalanstère, une idée inspirée du célèbre théoricien socialiste Charles Fourier, est même construit à l’intérieur. Au nord, au-delà de l’avenue Paul-Girod est terminé en 1920 le nouveau village (NV).  Sur la frange occidentale, le long de la route d’Albertville, voici la cité de l’Isle (47 logements, 1930) et les 28 pavillons des Glaciers (G). Les Russes peuvent désormais faire leurs dévotions dans la petite église orthodoxe Saint-Nicolas. On a enfin terminé en 1929 sur le coteau dominant l’usine le lotissement des Charmettes commencé en 1909. Il est réservé aux ingénieurs. De son côté la municipalité n’est pas restée inactive surtout à partir des lois Loucheur engageant les mairies à prendre en main la question du logement. André Pringolliet, maire socialiste depuis 1909 et qui cumulera au fil des ans toutes fonctions électives dans le cadre du département de la Savoie, s’en est fait un devoir. Un office de HBM (habitation à bon marché) est créé. Si les 34 logements des Fontaines qui viennent étoffer ce noyau ancien de peuplement, sont encore au contact de l’usine, la municipalité se tourne plutôt du côté opposé : l’axe majeur du développement est la route par laquelle le bourg perché se raccorde à la RN 508. C’est là ou très près que sont construits les 34 logements des Corrues ainsi que 64 autres sur le coteau de la Montagnette ; c’est là également que sont édifiés les bâtiments des services publics, scolaires en particulier.

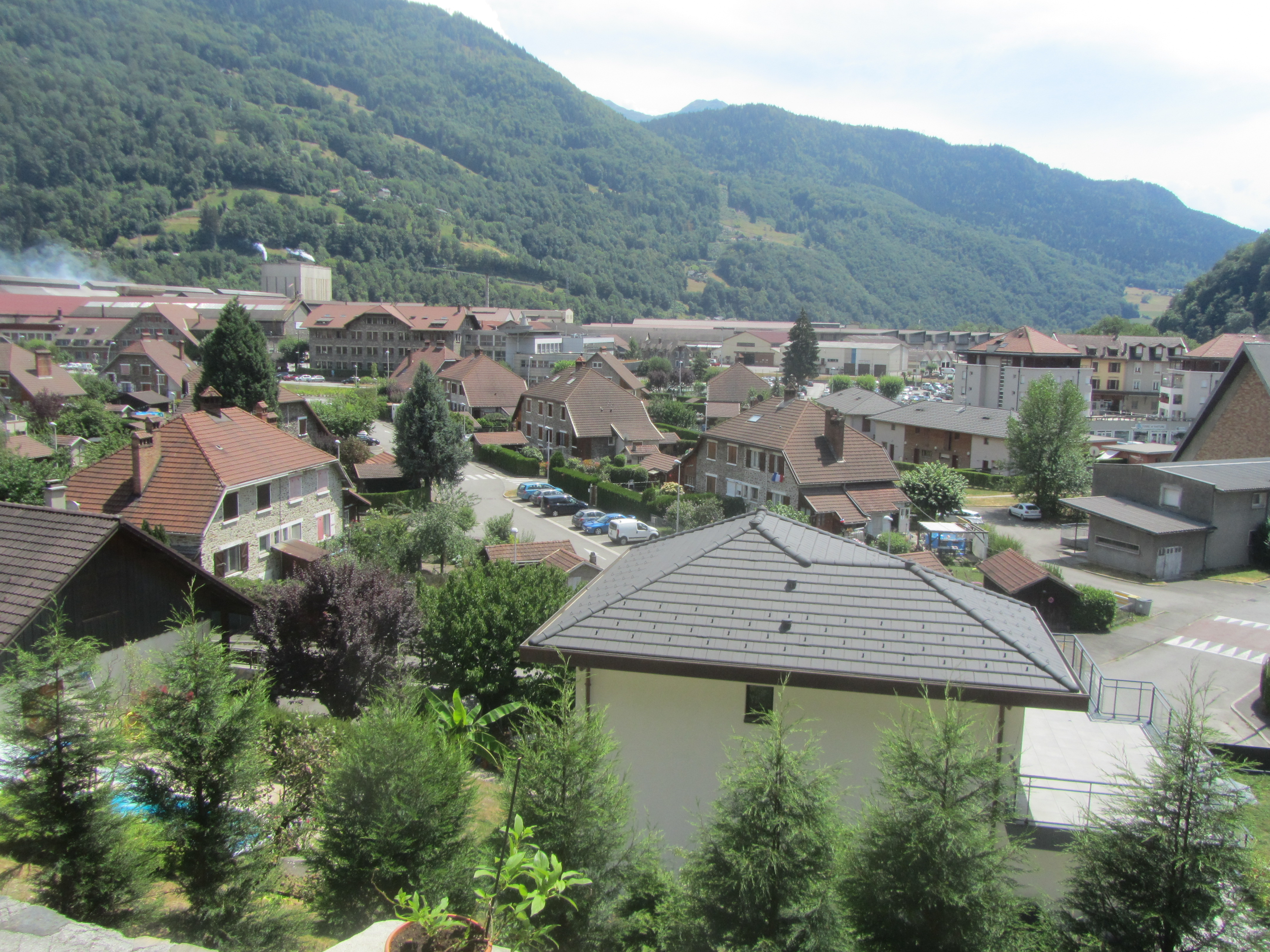
Le nouveau village jouxte les Aciéries
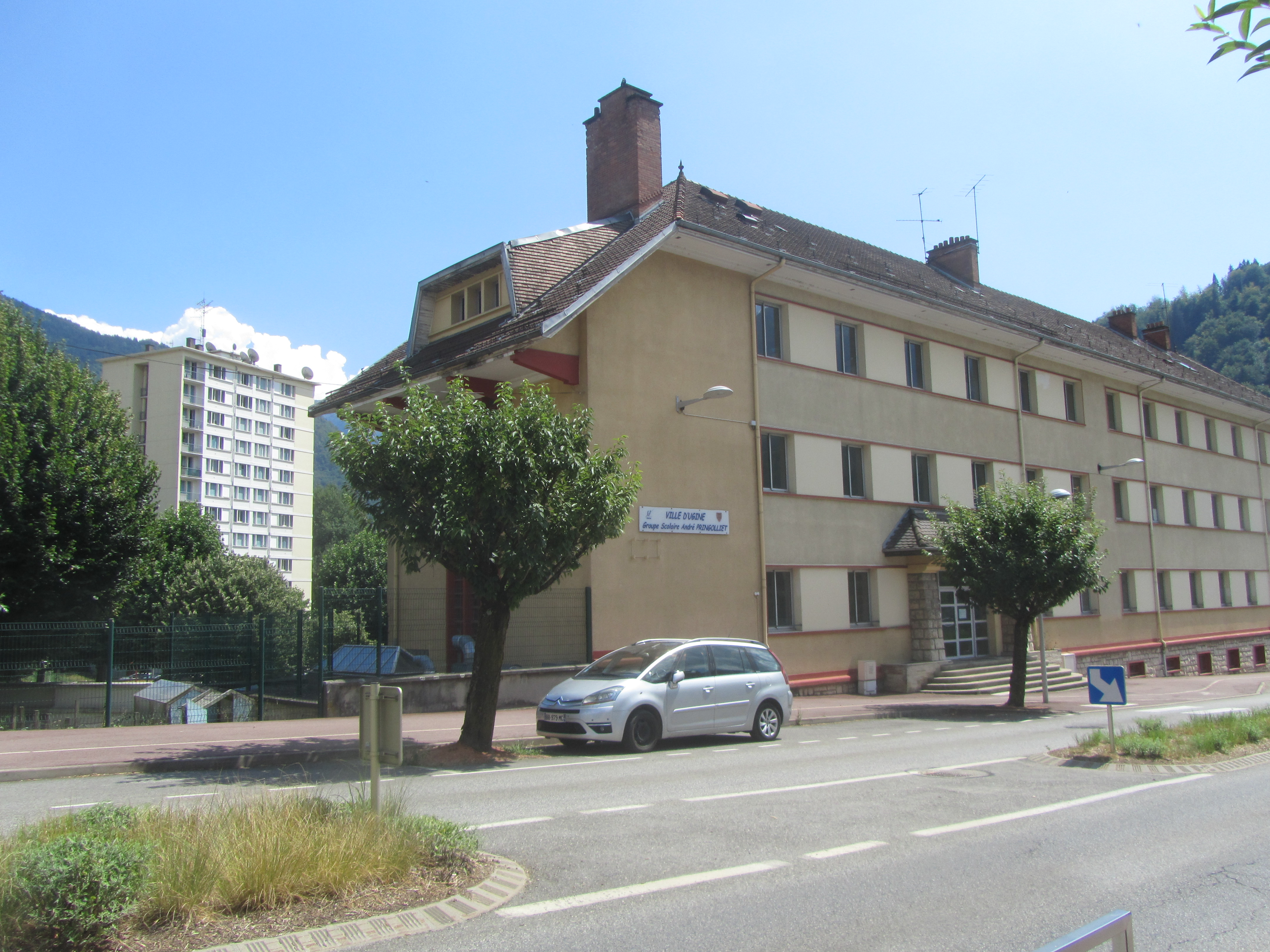
Pringolliet, le grand constructeur
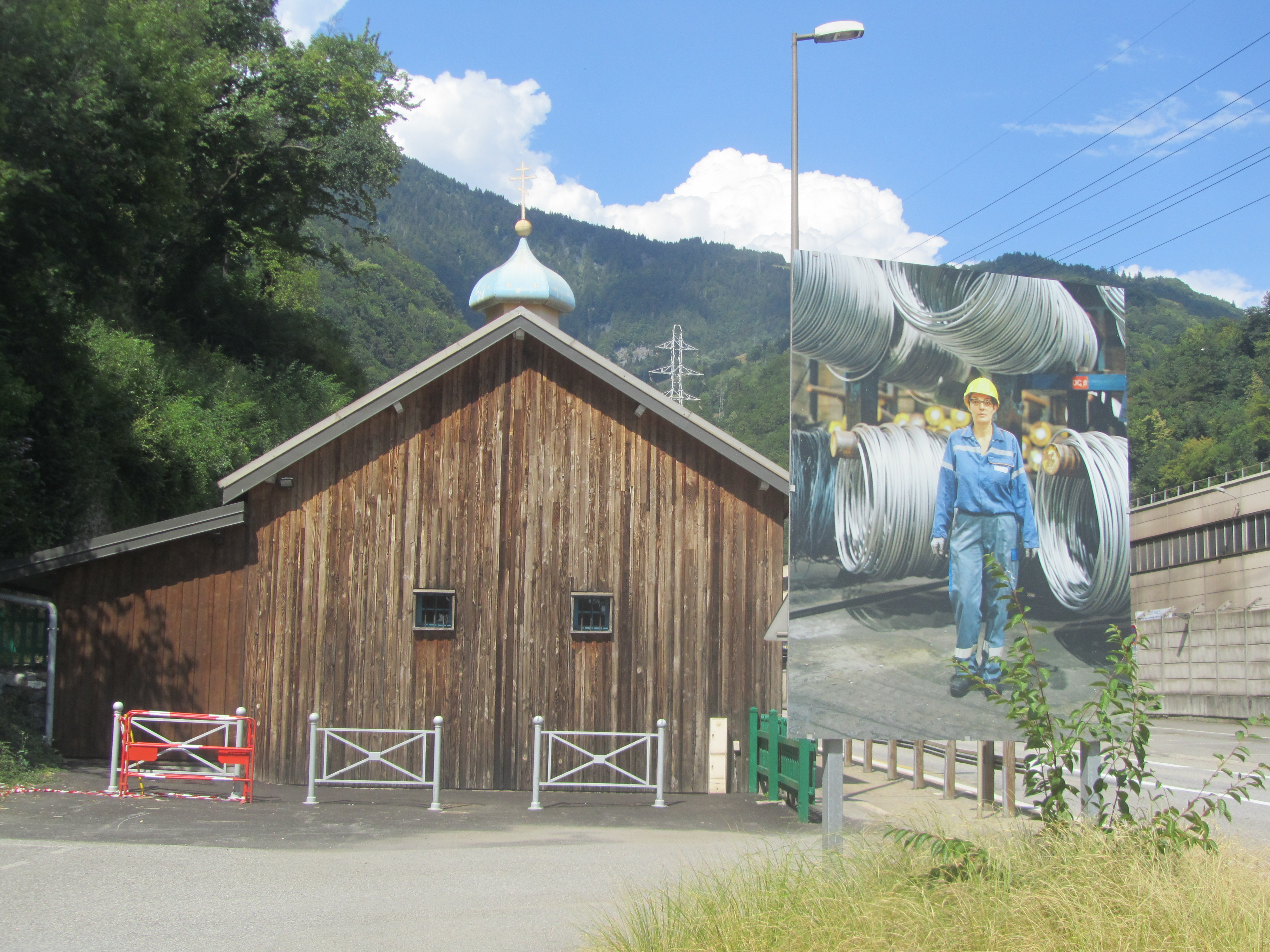
L'église orthodoxe Saint Nicolas
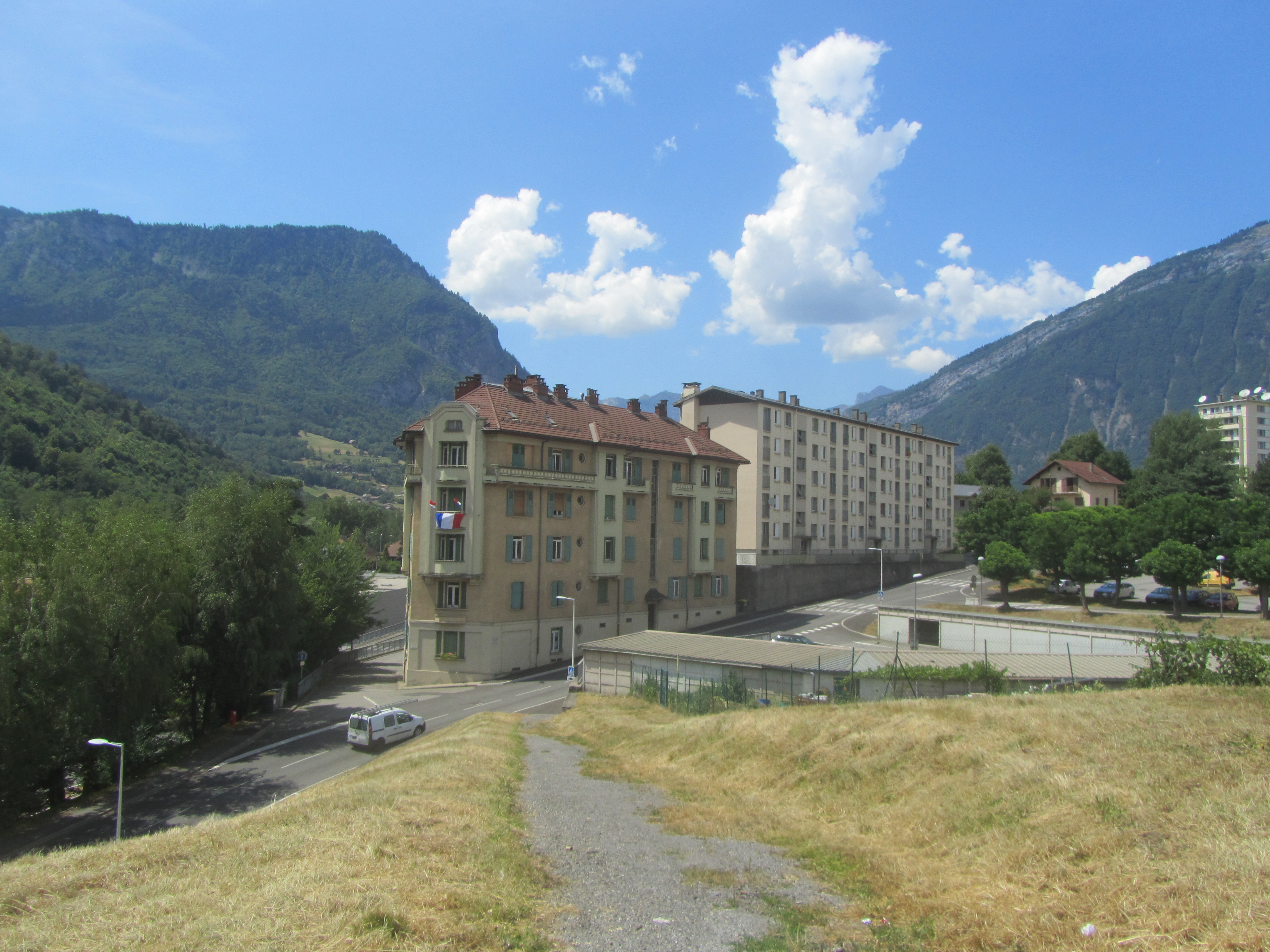
La montée vers le Bourg, axe du développement

##### L'apogée des Trente Glorieuses
Une fois réparés les drames de la guerre, la croissance d’Ugine est à l’unisson de celle de l’Hexagone. L’année 1975 marque le record de population avec 8 020 habitants. En janvier 1972, les Aciéries emploient 3 836 personnes. Les temps ont changé ! Les étrangers comptent pour moins de 5 %. Beaucoup ont été nationalisés. Restent des Italiens auxquels sont venus s’ajouter 179 Portugais et 145 Algériens (chiffres de 1970). Mais si les migrations alternantes d’ouvriers-paysans se sont considérablement amplifiées après 1945, souvent la volonté de sédentarisation l’a emporté et l’effort de construction ne peut se relâcher. André Pringolliet, après un parcours mouvementé pendant la guerre, en sera l’artisan à la tête de la mairie de 1947 jusqu’à sa mort en 1959 et, après lui son gendre Jules Bianco. Les statistiques donnent la mesure de cet effort : le parc immobilier de la commune s’est accru de 25 % en une vingtaine d’années contre 32 % entre 1915 et 1948 en une trentaine d’années : le rythme est donc maintenu. Cette période est celle de la grande « marche vers l’ouest » par la colonisation des hameaux de l’adret. La tendance est en effet de fuir l’atmosphère polluée des Aciéries. Le terme de rurbanisation convient sans doute mal à ce phénomène car on ne s’éloigne pas d’un centre-ville mais l’esprit est le même. C’est là qu’œuvrent de concert : la Savoisienne (plusieurs dizaines de pavillons) ; Ugine-Aciers par le biais d’une société immobilière (5 152 logements) ou en favorisant, selon la formule de la SCI Bâticoop, l’accession à la propriété (32 pavillons), l’office municipal d’HLM (433 logements) ; la municipalité elle-même qui a choisi l’avenue Pringolliet comme axe du développement scolaire (école primaire, CET, lycée technique, CES), sportif (stade, gymnase), social et culturel (centre social, salle des fêtes). Montroux, les Corrues, La Grange-de-Dîmes : on progresse toujours plus loin vers l’ouest ; en 1975, pour la première fois, le Nant Trouble est franchi avec le lotissement du Champ-des-Pierres. Sur le coteau, en contre-haut, l’ensemble ancien de la Montagnette prolongé vers le Clos s’est accru de 174 logements. L’éperon lui-même porte, depuis 1963-64 sur son versant occidental 158 logements HLM tandis que le bourg en a gagné 107 dont les 36 du foyer de personnes âgées,.

#### Au total, Ugine est-elle une ville?
Le destin d’Ugine apparaît plus que jamais lié à celui des anciennes Aciéries mais négativement désormais. Au terme d’une évolution complexe, l’activité sur le site historique est en 2018 partagée entre trois sociétés : Ugitech fidèle à la tradition des aciers, Timet, spécialisé dans la métallurgie du titane et Framatome dans celle du zirconium. Au total, environ 1 700 emplois dont 1 300 pour Ugitech, 100 pour Timet et 300 pour Framatome. La relève par les PME n’a pas été à la mesure de ce recul. On a assisté parallèlement au déclin démographique : la commune ne compte plus aujourd’hui que 7 000 habitants. C’est la raison pour laquelle les perspectives d’un développement urbain ambitieux ne sont plus d'actualité. L’idée d’autoriser à la construction le petit amphithéâtre du Bouvioz, classé en zone naturelle, entre Crécherel et les Fontaines pour donner plus de cohésion à l’ensemble bâti a été abandonnée. Les conclusions tirées de la situation en 1978 restent d’actualité : « À Ugine, la grande affaire est de concilier les tendances spontanées de la marche vers l’ouest — l’urbanisation grignotant peu à peu les cônes — avec la cohérence d’un projet qui donnerait corps à un vrai centre-ville alors que le compartimentage naturel, les héritages historiques successifs ont favorisé une croissance polynucléaire ». Des travaux de rénovation ont débuté  au cœur du Bourg, en 2018, mais das aucune partie de la commune on ne rencontre une ambiance véritablement urbaine avec un lacis d’artères commerçantes. Le voyageur en transit l’ignore plus encore, qu’il longe la façade des Aciéries en direction de Megève par l’avenue Paul-Girod ou qu’il traverse la zone d’activité parallèle à la Chaise par la route d’Annecy.

### Villages, hameaux, lieux-dits
La commune compte plus d’une vingtaine, dont deux anciennes communes, Héry et Outrechaise.

#### Héry

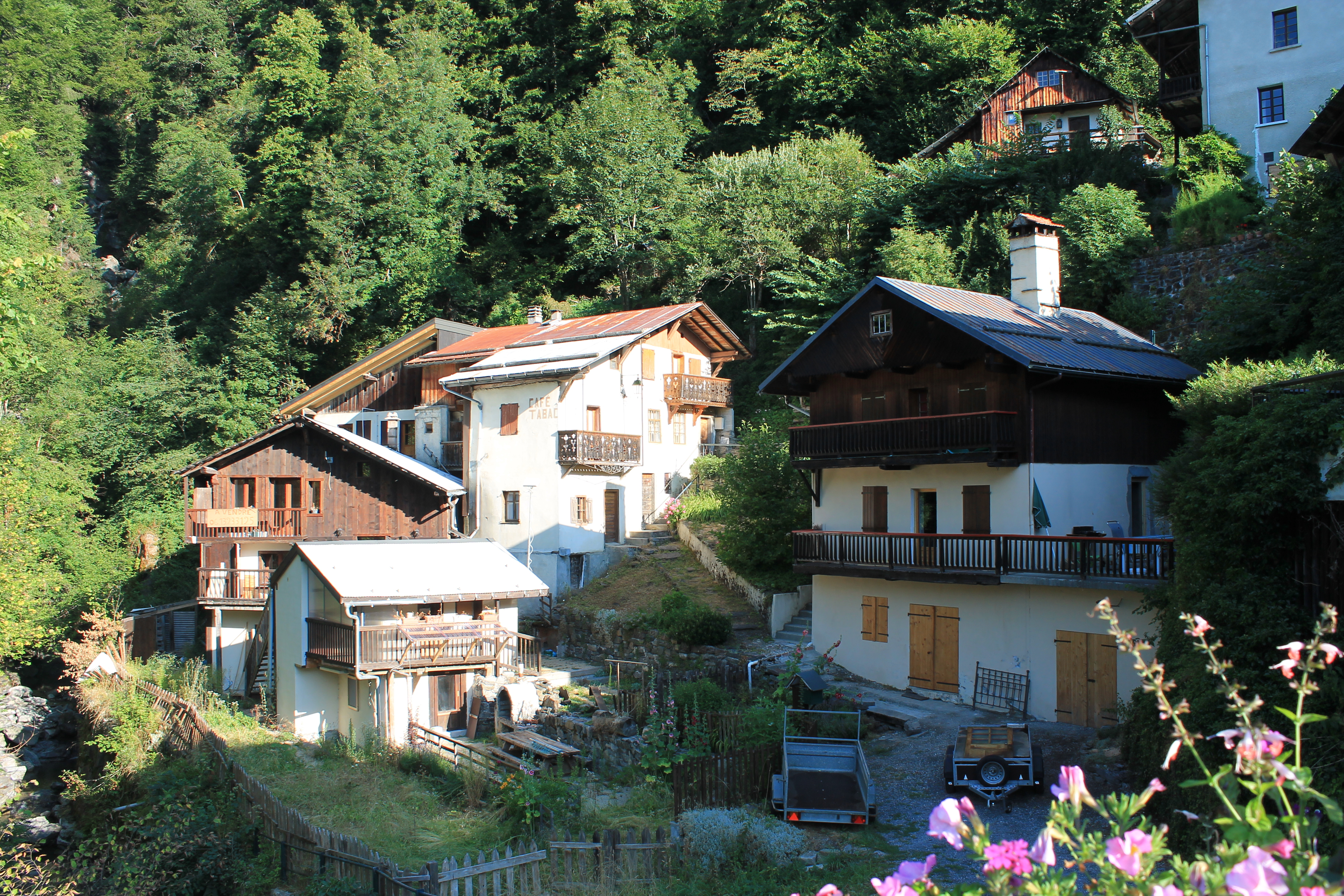
Groupe de maisons sur la rive gauche du ruisseau du Meuneray. Au centre, l'ancien Café - Tabac du village.

Le village de Héry est situé à 928 m d'altitude, au nord-est d'Ugine, sur la rive droite de la gorge creusée par le torrent de l'Arly. Il est installé à proximité d'une cascade. Le village de montagne se trouve sur l'ancienne route entre Ugine et Flumet (D 109), avant la construction de la route des gorges de l'Arly (ancienne route nationale 212 devenue D 1212), face au versant où est installé le village de Cohennoz.
La commune de Héry / Heri-sur-Ugine perd le versant où se trouve le village de Cohennoz, devenu commune le 22 janvier 1798,. Cohennoz avait déjà été érigée en paroisse en 1789. Héry-sur-Ugine est réuni à Ugine par arrêté préfectoral le 18 février 1971 (J.O. du 12 mars 1971),.
En 1972, les alpages des Rafforts accueillent une petite station de sports d'hiver composée de deux téléskis et trois pistes.

#### Outrechaise
L'ancienne commune d'Outrechaise est rattachée à Ugine par arrêté préfectoral le 27 décembre 1962 (J.O. du 9 mars 1963),.
Les villages et hameaux la composant sont :
- le chef-lieu ;
- la Montaz ;
- le Rocher ;
- les Trois Maisons.

#### Autres lieux
Les différents hameaux d'Ugine sont :
- Bange
- Hauteville
- les Annuits
- les Corrues
- les Culées
- les Fontaines
- la Fracharde
- la Lierre
- la Plagne
- le Crêtet
- le Mont Dessous
- le Mont Dessus
- la Charre
- les Rippes
- l'Isle
- Le Montgombert
- Pierre Martine
- Pussiez
- le Tremblay / les Granges
- Soney
- le Villard
- le Clos
- le Château

Autrefois, les hameaux du Tondu, d'Uginette et de Soney étaient suffisamment importants pour posséder une école.

## Toponymie
Le toponyme pourrait être une variante du mot « augine », lui-même dérivant de « Auge » avec le suffixe diminutif -ine, qui désigne ainsi un « canal ou bief aménagé pour amener de l'eau à un artifice (fontaine ou bassin) »,,. Cette approche reprend l'analyse du père Léon Buffet, auteur de la première monographie d'Ugine, qui y voyait le mot bas latin AUGIA et de son diminutif AUGINA.
La cité ou la paroisse sont mentionnées dès le début du XIe siècle avec une Curtis de Ulgina (1038, selon Besson), puis plus tardivement Ecclesia de Ulgina (1216), Prioratus de Ugine (1255), Cura de Ugina (vers 1344), Apud Uginam (1392) ou encore Eugine Heugine par la suite. Puis on trouve Ugines jusqu'en 1952,,. La commune devient officiellement « Ugine » par le décret du 3 décembre 1952.
En francoprovençal, le nom de la commune s'écrit Uzna (graphie de Conflans) ou Ugena (ORB).
Pour les anciennes communes :
- Outrechaise :

Composé de l'hydronyme du torrent de Chaise, du mot latin casa qui désigne un lieu habité. Il est mentionné en 1375 sous la forme Aqua Chesie, puis Chèze en 1807. Le chanoine Adolphe Gros indique « Lorsque le nom de Chaise eut passé à la rivière, les habitants d'Ugine donnèrent au hameau le nom d'Outrechaise, pour le distinguer du cours d'eau ».
- Héry-sur-Ugine :

Selon le chanoine Adolphe Gros, la forme ancienne serait Ariacus, probablement un domaine gallo-romain d'un certain Arius,. L'église, Ecclesia de Aerio, est mentionnée dans le Régeste genevois (no 765), en 1245. Cependant, des textes datant du XIe siècle et XIIe siècle font déjà mention de la présence d'une église. Le Régeste genevois (no 1568) donne, pour le XIVe siècle, Heyrie supra Uginam. On trouve également les formes Heyriaci (1337) ou encore Hery (1407).

## Histoire

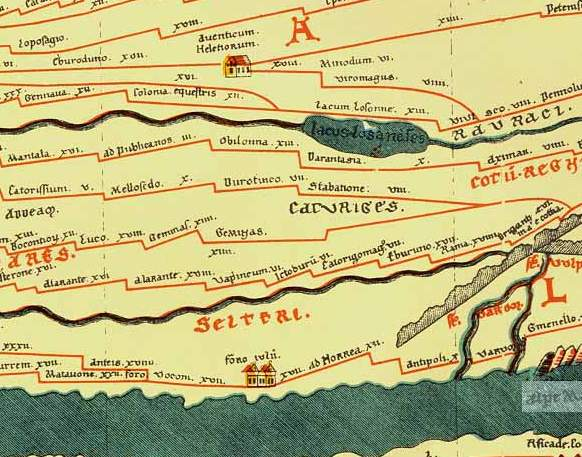
Vue partielle de la Table de Peutinger. Au centre la voie passant en Tarentaise par les cités : Axima (Aime) X. Darantasia (Moûtiers) XIII. Obilonna III. Ad Publicanos (Conflans, Albertville) XVI Mantala (Saint-Jean-de-la-Porte).

### Antiquité
Sur cette période, comme le souligne l'auteur de l’Histoire des communes savoyardes les sources et traces sont rares. Aucun vicus n'a été localisé à ce jour. Toutefois, les historiens s'accordent pour y placer le passage du tracé de la voie romaine Ad publicanos (Conflans) à Genava (Genève).
Deux petits bronzes auraient été trouvés sur le territoire de la commune, sans autre précision, ainsi que quelques tessons céramiques du Ier siècle.

### Moyen Âge
Ugine relève du comté de Savoie dès le XIe siècle. La cité est l'objet de convoitises du fait de sa position stratégique entre le comté de Savoie et le comté de Genève, mais aussi avec le Faucigny, en contrôlant le débouché du val d'Arly.
Au XIIIe siècle, Ugine bénéficie d'une suzeraineté exceptionnelle : le prince Boniface de Savoie, fils cadet du comte Thomas Ier de Savoie et de Béatrice de Genevois, vient de recevoir ce fief en apanage en 1233. Il va s'y installer à demeure et beaucoup s'y investir en faveur de la population, tout en faisant face à ses obligations extérieures. Il fut évêque de Belley (1232-1241), puis occupa le siège d'archevêque de Cantorbery (1246-1270). Il est inhumé à Hautecombe et, tardivement béatifié en 1838.
Les historiens rapportent qu'en 1248, le bienheureux Boniface de Savoie entoura le bourg d'Ugine de murailles, le fortifia par la construction de quatre châteaux et lui accorda plusieurs privilèges. De ces quatre châteaux, l'un dit château princier, au couchant de la ville, fit en 1285, l'objet d'une attaque d'Humbert Ier de La Tour du Pin, dauphin de Viennois, qui ne laissa qu'un monceau de décombres. Ultérieurement redressé, le château fut à nouveau attaqué en 1335 par Hughes de Faucigny. Il n'en subsiste plus désormais que des ruines sous la dénomination de « tour sarrasine ».
Au cours des hostilités entre les dynasties de Savoie et du Dauphiné, Ugine, en tant que ville frontière, a joué un rôle prépondérant de défense, de 1285 à 1355. Le comte de Genève ayant pris le parti du dauphin, provoqua l'incendie d'Ugine en 1307 et ravagea la campagne environnante. La paix de Villard-Benoit conclue en 1314 apporta un répit provisoire. Mais en 1325, les gens du comte de Genève incendièrent Marlens.
En 1355, le conflit va enfin s'estomper, grâce à un échange : la Savoie acquiert le Faucigny et cède le Viennois, conformément au traité de Paris (1355) du 5 janvier 1355. Ugine n'est donc plus une ville frontière et va pouvoir s'installer dans la paix.
En 1401, Ugine appartient toujours au comté de Savoie. Toutefois, il est à noter un événement qui va influencer ultérieurement le sort des Uginois : le 5 août 1401, le comte Amédée VIII de Savoie vient d'acheter pour la somme de 40 000 francs-or le comté de Genevois, voisin de frontière d'Ugine, à la suite de l'extinction de la dynastie des comtes de Genevois. Les comtés de Savoie (capitale Chambéry), et de Genevois (ancienne capitale Annecy) vont fusionner provisoirement en tant que comté de Savoie. Ce territoire nouveau est érigé en duché de Savoie (capitale Chambéry) 15 ans plus tard, le 19 février 1416. La conséquence directe pour les Savoisiens est que, désormais, ils bénéficieront de l'unité savoisienne pour exercer leurs différentes fonctions sur l'ensemble de cette entité, et notamment à Chambéry ou à Annecy.
En 1440, le duc Amédée VIII de Savoie donne la province de Genevois en apanage à son second fils, Philippe de Savoie (1422-1444) qu'il nomme comte de Genevois. Ugine reste attaché au duché de Savoie.
En 1444, à la mort du comte Philippe de Genevois, l'apanage retourne dans le giron du duché de Savoie jusqu'en 1460.
En 1460, le duc Louis Ier de Savoie (1413-1465), successeur de son père Amédée VIII, donne le Genevois en apanage à son fils, Janus de Savoie (1440-1491) qu'il nomme comte de Genève. Ugine reste toujours attaché au duché de Savoie.
En 1491, à la mort du comte Janus de Genève, le Genevois retourne à nouveau dans le giron du duché de Savoie. Ugine est toujours attaché au duché de Savoie.
La paroisse d'Héry-sur-Ugine appartenait au XIIIe siècle à l'abbaye de Saint-Michel-de-la-Cluse, dans le Piémont. La seigneurie d'Héry dépend des seigneurs de Beaufort.

### Renaissance etXVIIesiècle
Mais au temps de la Renaissance, les perpétuelles variations de suzeraineté vont changer le sort d'Ugine : en 1514 le duc Charles III de Savoie  donne l'apanage de Genevois à son frère cadet, Philippe, qui deviendra Philippe de Savoie-Nemours.
À cette occasion, Ugine ne dépendra plus du duché de Savoie et de sa capitale, Chambéry, mais sera rattaché à l'apanage de Genevois et à sa capitale, Annecy, à partir du 15 août 1514. Cette nouvelle appartenance va durer  un siècle et demi sous l'autorité de la dynastie  de Savoie-Nemours, jusqu'à l'année 1669. Puis les deux territoires vont à nouveau fusionner pour constituer le duché de Savoie et Ugine dépendra à nouveau de Chambéry.

### Période contemporaine

#### Première Guerre mondiale
À la déclaration de la guerre, l'ordre de mobilisation générale est proclamé à Ugine : plus de 500 réservistes de toutes classes sont transportés en train depuis la gare d'Ugine, encouragés par la foule des parents et amis, au son de la Marseillaise de la fanfare municipale.
La guerre 1914-1918 entraîne de nombreuses victimes. 88 Uginois, 40 habitants d'Héry et trois d'Outrechaise mourront sur les champs de bataille, dont 89 sont inscrits au monument aux morts d'Ugine.
En octobre 1918, l'épidémie de « grippe espagnole » entraîne le décès de 68 Uginois, principalement  parmi le personnel ouvrier des usines d'Ugine aciers, qui a produit la moitié de l'acier inox français pendant la guerre.

#### Seconde Guerre mondiale
Au moment de l'armistice du 24 juin 1940, la ville d'Ugine fait partie de la zone libre. Cette mesure sanctionne symboliquement la défaite des troupes italiennes dont les attaques s'étaient brisées sur les fortifications de Modane et de Bourg-Saint-Maurice, face aux chasseurs alpins (voir bataille des Alpes). De leur côté, les troupes allemandes étaient contenues aux Échelles et aux environs de Rumilly et d'Aix-les-Bains à la signature de l'armistice. Cette situation de zone libre permet dans une certaine mesure la continuation des activités antérieures, bien que la destitution de la municipalité Pringolliet par le régime de Vichy fut mal ressentie par la population uginoise.
Dès la fin de 1940 s'organise la Résistance qui donnera naissance à deux formations à la fin de 1941 : l'Armée secrète (AS) et les Francs-tireurs et partisans (FTP). Le premier noyau de résistance animé par Raymond Buchet (alias Many) adhère au Mouvement de Libération constitué à Albertville. Parallèlement, l'ancien député-maire, André Pringolliet (alias Steurcé) rassemble un comité chargé de diriger les futures actions de résistance regroupant l'ensemble des mouvements et en assure la coordination.
Après le 11 novembre 1942, les Allemands envahissent la zone libre. Un détachement de l'armée allemande s'installe au vieux phalanstère de l'usine, puis à l'école de Montroux. Jules Bianco est élu  pour assumer la présidence du mouvement Uginois de Libération et va immédiatement engager les actions de résistance dans la région uginoise.
La première activité consiste à entraver la production des aciéries pour freiner leur participation à l'effort de guerre allemand : la liste des sabotages effectués à l'explosif, sous l'autorité directe de MM. Buchet et Jabouille, à l'intérieur comme à l'extérieur des usines, est impressionnante. Ces actions aboutirent le 3 mai 1944 à la paralysie totale des installations, malgré l'intervention des troupes allemandes, grâce à la complicité du personnel de l'usine et de la population. Le 5 juin 1944, 28 civils sont fusillés par la SS Polizei Regiment 19, en représailles de l'explosion d'une mine. Les nazis détruisent aussi trois immeubles.
Enfin, le 2 août 1944, le parachutage d'armes le plus important exécuté en France a lieu au col des Saisies : deux escadres de soixante-dix-huit avions larguent 899 containers de 145 kg. Les forces des FFI d'Ugine coordonnées au bataillon du capitaine Bulle harcèlent les troupes allemandes et parviennent à libérer Ugine le 23 août 1944.
Ugine a payé sa lourde contribution à la libération nationale : soixante deux Uginois furent fusillés, tués au combat ou morts en déportation. Leur souvenir est évoqué chaque année le 8 mai au monument aux morts de la municipalité, devant la population uginoise qui n'oublie pas. Les services exceptionnels d'Ugine lui furent reconnus par l'attribution de la croix de guerre 1939-1945, le 11 décembre 1949.

#### Développement industriel
Cette ville industrielle est connue pour ses aciers spéciaux. Elle va s'inscrire dans l'ère industrielle en 1903, avec la construction d'une usine de ferro-alliages, sous la direction de Paul Girod. Une main-d'œuvre recrutée localement participe à l'aménagement de la chute d'eau du moulin Ravier et à l'édification d'une usine de ferro-alliages à son pied. Changeant ensuite de métier, les mêmes ouvriers, de terrassiers ou de maçons, devinrent ouvriers aux fours. La mise en marche de l'usine eut lieu le 4 décembre 1904. De 1905 à 1909, Paul Girod met au point un four électrique à sole conductrice destiné à la fabrication des aciers spéciaux. Le réseau hydraulique est considérablement agrandi dans toutes les vallées de haute montagne entourant Ugine. En 1908, il implante en aval de l'usine des Alliages, une vaste aciérie électrique, la « Compagnie des Forges et Aciéries électriques Paul Girod » aidé pour sa mise en marche par un certain nombre de techniciens de Saint-Étienne et qui va fournir 50 % des aciers français pour l'armement durant la Première Guerre mondiale.
Après le conflit 1914-1918, les usines embauchent de nombreux Russes blancs et des ouvriers polonais, pour compenser les pertes dues à la guerre : l'usine va comporter jusqu'à 42 % de main-d'œuvre étrangère.
L'industrie électrochimique est très forte grâce à la croissance rapide d'Ugine aciers, qui a produit la moitié de l'acier français.
En 1925, au sein d'une nouvelle Société, la SECEMAEU, René Perrin, ancien élève de Polytechnique et de l'École des Mines, donne une nouvelle dimension à l'usine d'Ugine dont il assume la direction. En créant un centre de recherches, il est l'inventeur  du procédé Ugine-Perrin, utilisé dans l'élaboration des aciers spéciaux et aussi pour la fabrication de ferro-chrome à très basse teneur en carbone.
Durant la guerre 1939-1945, l'activité est considérablement réduite et l'usine subit de nombreux sabotages.
Après la guerre, les différentes usines de la SECEMAEU réparties en France étaient, en général, de petite dimension et comptaient de 200 à 500 ouvriers, sauf l'usine d'Ugine qui atteignait déjà plus de 3 000 personnes.
Le dynamisme d'Ugine s'est affirmé par sa collaboration avec le Commissariat à l'énergie atomique : la société fournit les alliages nécessaires (Titane) à la fabrication des réacteurs nucléaires.
En 1960, l'usine des alliages  arrête progressivement son activité. L’ensemble du site et ses bâtiments sont récupérés pour l’implantation des « Métaux Spéciaux » au sein de la Société Ugine-Aciers pour fabriquer du titane et du zirconium. Cette spécialisation sera cédée à la Compagnie européenne du zirconium (CEZUS) en 1979.
Des opérations de fusion vont avoir lieu : en 1966, Ugine fusionne avec Kulhmann pour former la nouvelle Société Ugine-Kulhmann et en 1972, la fusion avec Pechiney entraîne la création de la société Péchiney Ugine Kulhlmann (PUK),. Ce nouvel ensemble se place au premier rang des groupes industriels français ; c'est le premier groupe européen d'aluminium et le cinquième dans le monde ; il occupe également la première place en Europe pour la transformation de l'aluminium et du cuivre et pour la production  d'aciers inoxydables. En 1982, c'est dans le contexte des nationalisations, qu'Ugine-Aciers intègre  le groupe Sacilor, puis en 1986, Usinor Sacilor et prend le nom d'Ugine-Savoie.
En 1971, Héry-sur-Ugine est réunie à la commune d'Ugine,.
Que reste-t-il aujourd'hui du remarquable essor industriel sur le site d'Ugine ? L'usine d'Ugine, Ugitech, producteur et leader mondial de produits longs en acier inoxydable, fait désormais partie, après Usinor et Arcelor, du groupe allemand Schmolz-Bickenbach, renommé en 2020 Swiss Steel, et emploie 1 800 salariés dont 1 200 sur le site d'Ugine. Areva-Cezus, premier producteur mondial de zirconium du groupe Areva emploie 350 salariés. Timet, premier producteur de titane du groupe Titanium Metal Corporation emploie une centaine de salariés.

## Politique et administration

### Situation administrative
Le village d'Outrechaise est rattaché à la commune par arrêté préfectoral le 27 décembre 1963. La commune s'agrandit encore du village de Héry-sur-Ugine a été le 18 février 1971.

### Liste des maires
| Période                                  | Période                  | Identité           | Étiquette   | Qualité |
| ---------------------------------------- | ------------------------ | ------------------ | ----------- | --- |
| 1944                                     | 1945                     | André Pringolliet  |             | |
| Les données manquantes sont à compléter. |                          |                    |             | |
| octobre 1947                             | mars 1959                | André Pringolliet  |             | |
| mars 1959                                | mars 1971                | Jules Bianco       | Rad.        | Conseiller général du canton d'Ugine (1945 → 1964) Président du conseil général de la Savoie (1956 → 1964) |
| mars 1971                                | mars 1989                | Jean-Marie Meunier | PS puis DVG | Conseiller général du canton d'Ugine (1964 → 1993) |
| mars 1989                                | juin 1995                | Louis Bertrand     | PCF         | |
| juin 1995                                | En cours (au avril 2014) | Franck Lombard     | DVD         | Cadre supérieur Conseiller général (1993 → 2015) puis départemental du canton d'Ugine (2015 → ) 1er vice-président du conseil départemental de la Savoie (2015 → ) Président de la Communauté d'agglomération Arlysère (2017 → ) |
| Les données manquantes sont à compléter. |                          |                    |             | |

### Instances judiciaires et administratives
- Bureaux du Trésor public
- Bureaux de Poste
- Office Public d’H.L.M municipal
- Gendarmerie
- Centre communal d'action sociale (CCAS)
- Service de Prévention Spécialisée de la Sauvegarde de l'Enfance et de l'Adolescence des Savoie
- Centre social municipal
- Maison de l’Enfance :
- Halte Garderie municipale
- Relais Assistantes Maternelles
- Centre de Loisirs Sans Hébergement
- Office de tourisme
- Direction départementale de l'Équipement
- Office national des forêts

### Politique environnementale
En 2014, la commune d'Ugine bénéficie du label « ville fleurie » avec « trois fleurs » attribuées par le Conseil national des villes et villages fleuris de France au concours des villes et villages fleuris.

### Jumelages
- Gallio (Italie) depuis 1993.

## Population et société

### Démographie
Les habitants de la commune sont appelés les Uginois.
L'évolution du nombre d'habitants est connue à travers les recensements de la population effectués dans la commune depuis 1793. Pour les communes de moins de 10 000 habitants, une enquête de recensement portant sur toute la population est réalisée tous les cinq ans, les populations de référence des années intermédiaires étant quant à elles estimées par interpolation ou extrapolation. Pour la commune, le premier recensement exhaustif entrant dans le cadre du nouveau dispositif a été réalisé en 2006.

En 2022, la commune comptait 7 162 habitants, en évolution de +1,37 % par rapport à 2016 (Savoie : +3,63 %, France hors Mayotte : +2,11 %).
| 1793  | 1800  | 1806  | 1822  | 1838  | 1848  | 1858  | 1861  | 1866  |
| ----- | ----- | ----- | ----- | ----- | ----- | ----- | ----- | ----- |
| 2 007 | 2 091 | 2 498 | 2 910 | 2 944 | 3 071 | 2 385 | 2 523 | 2 766 |

| 1872  | 1876  | 1881  | 1886  | 1891  | 1896  | 1901  | 1906  | 1911  |
| ----- | ----- | ----- | ----- | ----- | ----- | ----- | ----- | ----- |
| 2 854 | 2 690 | 2 631 | 2 543 | 2 189 | 2 014 | 2 325 | 2 558 | 3 346 |

| 1921  | 1926  | 1931  | 1936  | 1946  | 1954  | 1962  | 1968  | 1975  |
| ----- | ----- | ----- | ----- | ----- | ----- | ----- | ----- | ----- |
| 3 767 | 4 754 | 5 951 | 6 308 | 5 882 | 6 904 | 7 489 | 7 762 | 8 020 |

| 1982  | 1990  | 1999  | 2006  | 2011  | 2016  | 2021  | 2022  | - |
| ----- | ----- | ----- | ----- | ----- | ----- | ----- | ----- | - |
| 7 445 | 7 248 | 6 963 | 7 004 | 7 075 | 7 065 | 7 148 | 7 162 | - |

### Enseignement
La commune d'Ugine est située dans l'académie de Grenoble. En 2018-2019, elle administre sept établissements (deux écoles maternelles, deux écoles primaires et 3 écoles élémentaire) :
- école maternelle André-Pringolliet (78 élèves) ;
- école maternelle Michel-Zulberti  (70 élèves) ;
- école primaire du Chef-lieu Alfred Bertrand (117 élèves) ;
- école primaire Crest-Cherel (97 élèves) ;
- école élémentaire André-Pringolliet (155 élèves) ;
- école élémentaire Héry-sur-Ugine (classe unique, 14 élèves) ;
- école élémentaire Michel-Zulberti (131 élèves).

L'ensemble des établissements sont rattachés, en 2018, au collège public du canton, le collège Ernest-Perrier-de-la-Bâthie,. Ernest Perrier de La Bâthie (1873-1932), natif de la commune, était un ingénieur agronome qui par un don à la commune a permis la construction notamment du collège.
Les futurs lycéens poursuivent leurs études, selon leurs options, au lycée polyvalent René Perrin, labellisé lycée des métiers des Sciences et Techniques de l'Industrie.
Certains optent toutefois pour l'un des établissements de la commune voisine d'Albertville.

### Santé et services de secours
Plusieurs services de santé sont dispensés à Ugine. L'hôpital le plus proche, le CHAM, est situé sur la commune d'Albertville.
- Soins :
  - Centre de secours (Pompiers)
  - Médecins généralistes
  - Infirmières
  - Dentistes
- Paramédical :
  - Masseurs-kinésithérapeutes
  - Orthophonistes
  - Orthoptiste
  - psychothérapeute
  - Pédicure-podologue
- Personnes âgées :
  - Foyer logement et résidences « Les Gentianes »
  - Maison d'Accueil pour Personnes Âgées Dépendantes (MAPAD) « La Nivéole »
- Commerces :
  - Opticien-lunetier
  - Pharmacies
- Autres :
  - Vétérinaires.

### Cultes
- Église Saint-Laurent
- Église orthodoxe
- Mosquée.

### Manifestations et festivités
Chaque année, la ville d'Ugine organise plusieurs manifestations culturelles et sportives :
- Eurojack, championnat d'Europe de bûcheronnage ;
- Salon du bien-être ;
- Rencontres artistiques ;
- Journée internationale de la danse ;
- Le Salon du Jouet ;
- Le Festi'livre ;
- La Fête du Cheval ;
- La Fête des Montagnes (appelée aussi la Démontagnée) ;
- La Fête du Sport.

Ugine possède une scène rock amateur importante, et plusieurs associations (The Bonkers, les Grockeurs), ainsi que l'ensemble des flûtes du Crest-Cherel. Le Mandoline-Club d'Ugine a été dissous en 2010.

### Médias

#### Radios et télévisions
La commune est couverte par des antennes locales de radios dont France Bleu Pays de Savoie… Enfin, la chaîne de télévision locale TV8 Mont-Blanc diffuse des émissions sur les pays de Savoie. Régulièrement, l'émission La Place du village expose la vie locale. France 3 et sa station régionale France 3 Alpes peuvent parfois relater les faits de vie de la commune.
Plus localement, dans les années 1980, une radio libre associative émettait à Ugine : Fréquence Inox.

#### Presse et magazines
La presse écrite locale est représentée par des titres comme Le Dauphiné libéré, les hebdomadaires, La Savoie et la Vie Nouvelle sont aussi diffusés.

#### Internet
La ville d'Ugine a été plusieurs fois récompensée pour sa politique Internet par le label « Ville Internet » de 2003 à 2008.

### Sports

#### Équipements sportifs
Ugine possède de nombreuses infrastructures et dispositifs destinés à la pratique de disciplines sportives multiples. On trouve ainsi :
- un boulodrome ;
- un complexe sportif pour la gymnastique ;
- une piste cyclable reliant Ugine à Annecy ;
- Atlantis, un centre nautique et de remise en forme ;
- un complexe sportif, qui comprend un terrain de handball et des gradins, une salle festive accueillant de nombreux festivals comme « Ugine city rock pendant l'automne », un mur d'escalade, une salle de judo... ;
- 50 km d'itinéraires balisés pour la randonnée ;
- de plus, la station de sports d'hiver d'Héry ouvre pendant une bonne partie de l'hiver. Un téléski dessert trois pistes de ski : une bleue, une rouge et une noire.

#### Associations sportives
La commune d'Ugine abrite de nombreuses associations sportives en ses murs, parmi lesquelles on peut citer :
- L'A.S.U Football ;
- Le Ski Club du Mont Charvin ;
- La flèche du Mont Charvin, (club de tir-à-l'arc) ;
- Les Dauphins Uginois qui comprend plus de 100 nageurs ;
- Judo ju-jitsu Taïso club d'Ugine ;
- Rugby à XV : Stade olympique Ugine Albertville qui a participé au Championnat de France de rugby à XV de 3e division fédérale 2012-2013.

#### Station de ski: Les Rafforts
En 1972, sur les alpages des Rafforts, situés à Héry, une petite station de sports d'hiver est créée. Elle possède deux téléskis — dont un pour les débutants — et trois pistes (1 noire, 1 rouge et 1 bleue), (3,545 km). Le domaine s'étale de 900 m à 1 230 m. Elle est considérée comme l'une des stations des moins chères de France.
Une version de son origine persiste à indiquer que le développement touristique hivernal fut une compensation à la réunion de la commune à la ville industrielle de la vallée, effectuée le 18 février 2017. L'aventure du ski commence toutefois avec un ski club, qui s'entraîne sans équipement sur les pentes, débute vers la fin des années 1950-début des années 1960. Le premier projet est proposé par un promoteur privé en 1963 à la population. Dix années plus tard, les pentes accueillent leur première remontée mécanique.

#### Compétitions et événements sportifs
Le 7 juin 2015, Ugine, par le biais de la communauté de communes Co.RAL, accueille le grand départ du Critérium du Dauphiné 2015.
Le 15 août 2020, Ugine accueille le départ de la 4e étape du Critérium du Dauphiné 2020 (153,5 km), caractérisée par l'abandon (avant le départ) du vainqueur du Tour de France 2019, Egan Bernal.

## Économie

### Revenus de la population et fiscalité
En 2011, le revenu fiscal médian par ménage était de 26 249 €, ce qui plaçait Ugine au 22 692e rang parmi les 31 886 communes de plus de 49 ménages en métropole.
En 2009, 46,8 % des foyers fiscaux n'étaient pas imposables.

### Emploi
En 2009, la population âgée de 15 à 64 ans s'élevait à 4 396 personnes, parmi lesquelles on comptait 72,6 % d'actifs dont 65,5 % ayant un emploi et 7,1 % de chômeurs.
On comptait 3 950 emplois dans la zone d'emploi, contre 3 827 en 1999. Le nombre d'actifs ayant un emploi résidant dans la zone d'emploi étant de 2 901, l'indicateur de concentration d'emploi est de 136,2 %, ce qui signifie que la zone d'emploi offre près d'un emploi et demi par habitant actif.

### Entreprises et commerces

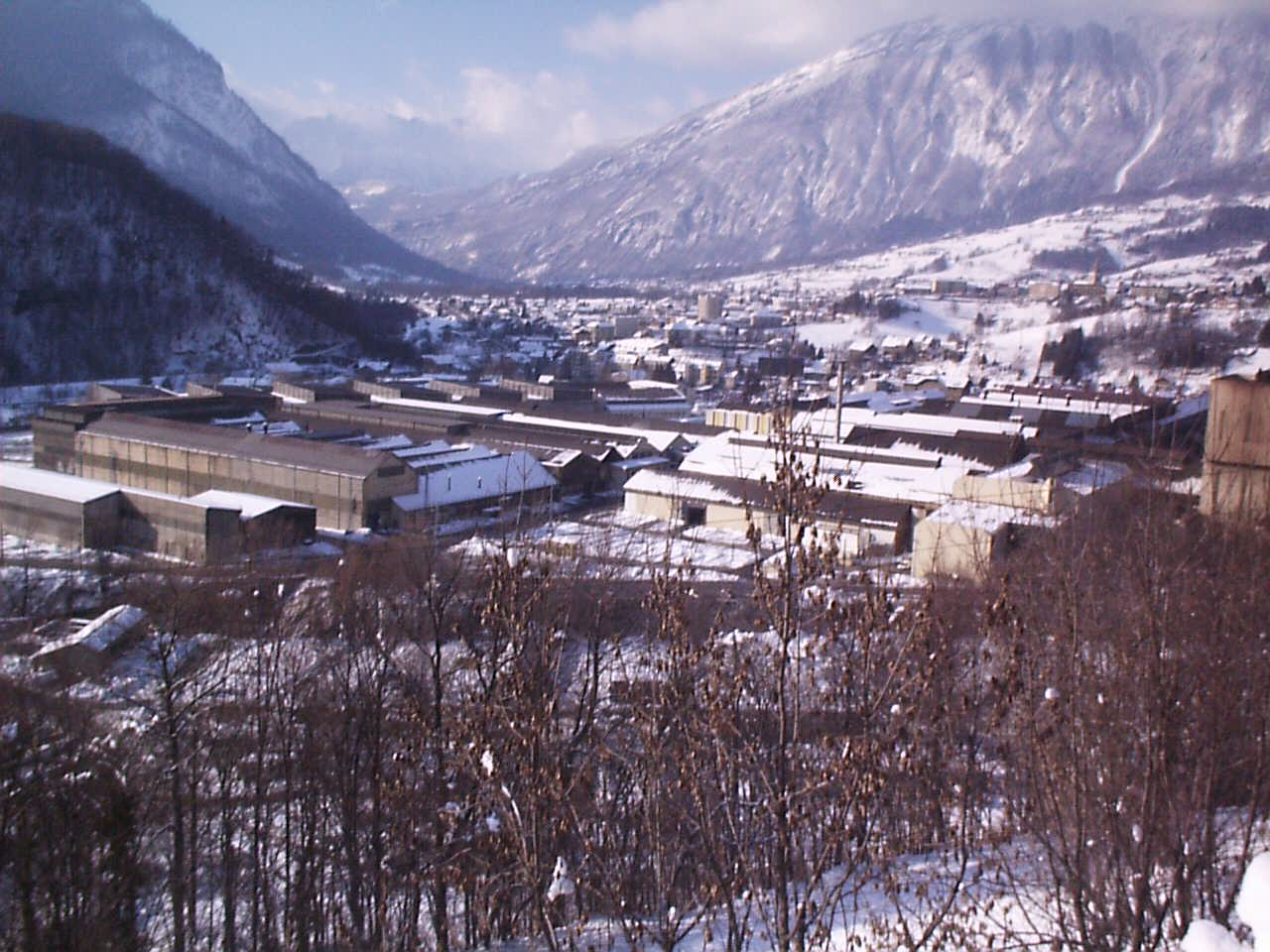
Ugitech sous la neige.

Au 31 décembre 2010, Ugine comptait 498 établissements : 54 dans l’agriculture-sylviculture-pêche, 35 dans l'industrie, 89 dans la construction, 262 dans le commerce-transports-services divers et 58 étaient relatifs au secteur administratif.
En 2011, 50 entreprises ont été créées à Ugine, dont 28 par des autoentrepreneurs.
Parmi ces 498 établissements, on peut citer :
- Métallurgie :
  - Ugitech, leader mondial de produits longs en acier inoxydable. Ancienne filiale d'Arcelor, elle fait désormais partie du groupe allemand Schmolz + Bickenbach, renommé Swiss Steel depuis septembre 2020. Il y a 1 200 salariés sur site.
  - Areva-Cezus, premier producteur mondial de zirconium du groupe Areva. Créée en 1971, il y a 360 salariés sur site.
  - Timet, premier producteur mondial de titane du groupe Titanium Metal Corporation. Créée en 1996, il y a 104 salariés sur site.
- Commerce et Distribution :
  - Bianco Production Pétrolière (Total)
  - Quincaillerie Lachenal
  - Les Caves du Capitan (Vin & Spiritueux)
  - poterie des bleuets, grès et utilitaire (artisan)
- Agriculture et élevage :
  - Exploitations bovines, production laitière (700 000 litres par an) pour la fabrication du reblochon, à la Cave coopérative du Val d'Arly (Flumet).
  - Cheptel ovin et caprins, production locale de fromages.
  - Arboriculture fruitière, production locale, principalement des pommes.
  - Maraîchage, production locale.
  - Apiculture, 5 000 kg de miel par an.

### Tourisme

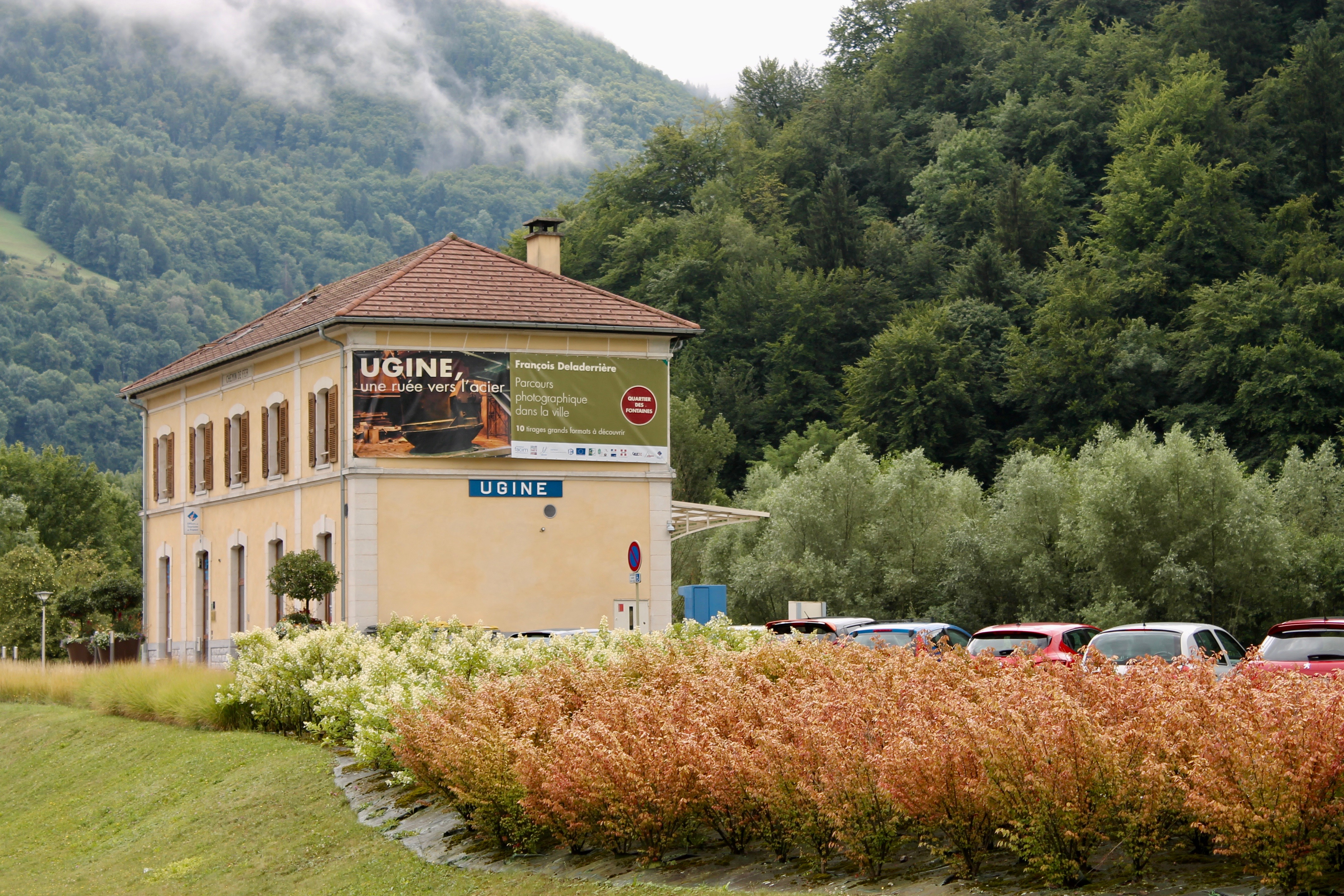
Office du tourisme d'Ugine dans l'ancienne gare.

En 2014, la capacité d'accueil de la commune, estimée par l'organisme Savoie Mont Blanc, est de 1 260 lits touristiques répartis dans 206 structures. Les hébergements se répartissent comme suit : 25 meublés ; 2 hôtels et un centre ou village de vacances/auberge de jeunesse.

## Culture locale et patrimoine

### Lieux et monuments
La commune ne compte aucun monuments répertoriés à l'inventaire des monuments historiques et aucun lieu répertorié à l'inventaire général du patrimoine culturel. Par ailleurs, elle compte deux objets répertoriés à l'inventaire des monuments historiques (un à l'église d'Ugine, l'autre à l'église d'Héry) mais aucun répertorié à l'inventaire général du patrimoine culturel.

#### Monuments médiévaux et modernes
- Château comtal, dite Tour sarrasine, situé sur une motte sur la route en direction d'Héry
- Maison-forte de Crescherel (Chrest-Cherel) XIIIe-XVe. Le lieu accueille le musée des arts et traditions populaires du Val d'Arly. La maison forte a été édifiée vers 1740 par la famille Geny, sur l'emplacement de l'ancien château de la famille de Crescherel[63].
- Tour carrée à proximité de l'église, probablement un élément de l'ancienne citadelle
- Maisons anciennes
- Casanes lombardes

#### Édifice religieux

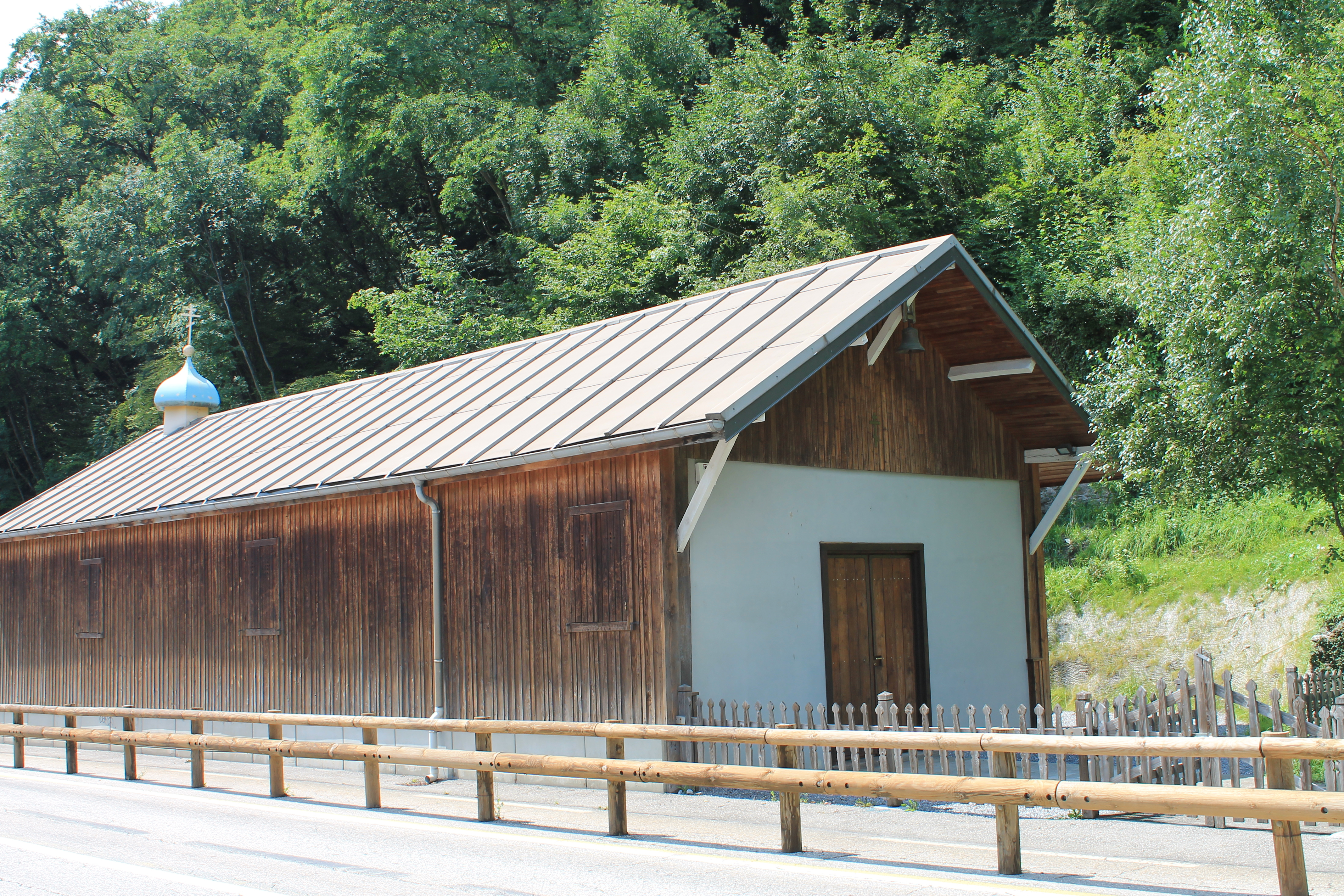
Église orthodoxe Saint-Nicolas d'Ugine - Vue en arrivant du Val d'Arly.

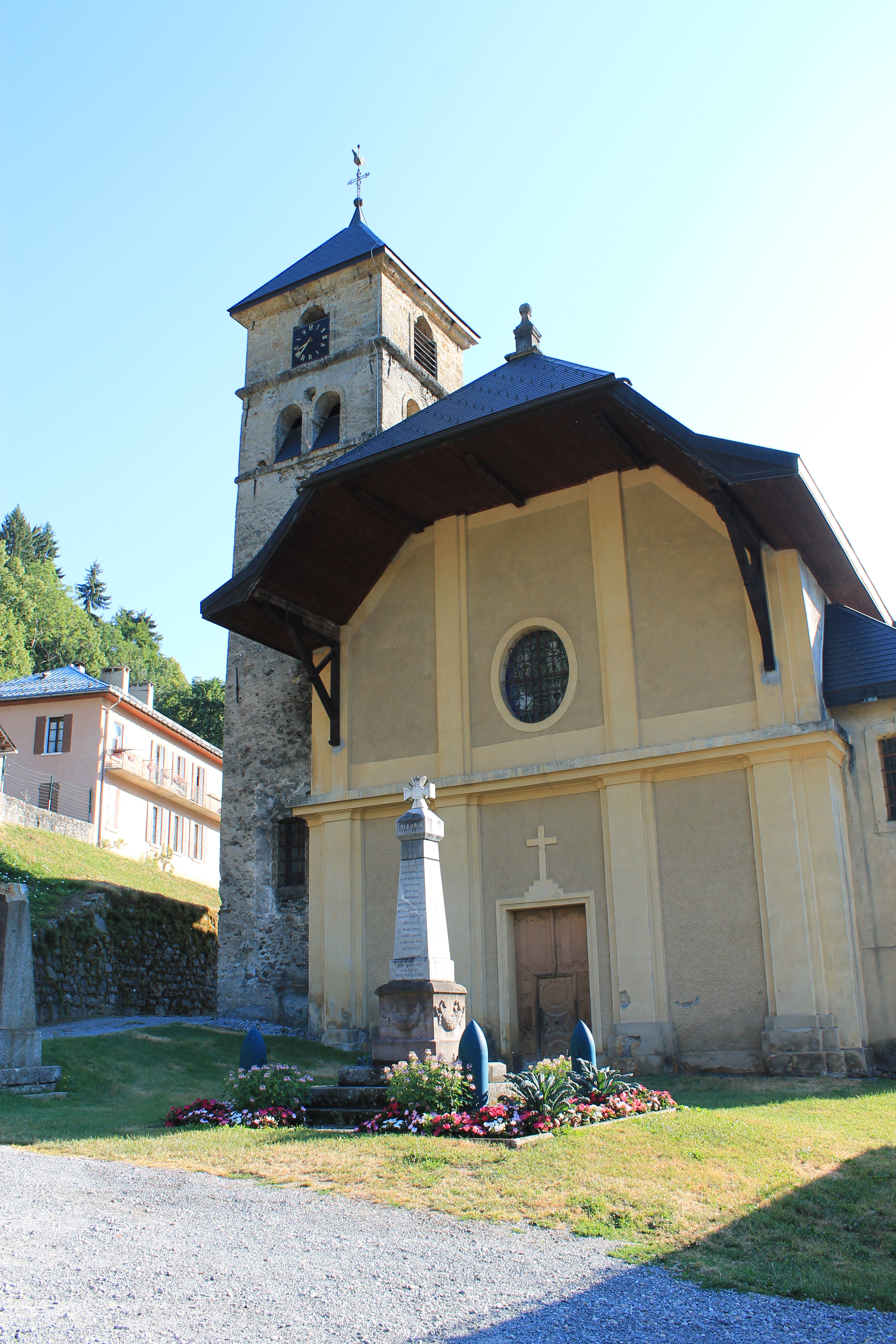
Façade de l'église Saint-Sauveur d'Héry-sur-Ugine.

- Église Saint-Laurent, consacrée en 1685 puis agrandie au XIXe siècle. Elle possède un chœur datant du XIIe siècle, avec deux travées et un chevet droit voûté ; d'ogives. Les colonnes supportent un chapiteaux à feuillages et laisse apparaître une nef-halle du XVIIe siècle avec des retables de style baroque (chaire à prêcher (XVIIe siècle) répertoriée à l'inventaire des monuments historiques) ;
- Église orthodoxe Saint-Nicolas, consacrée en 1926 ;
- Église Saint-Sauveur d'Héry-sur-Ugine, reconstruite entre 1758 à 1760 selon les plans de l'architecte piémontais Cappellini (église primitive aux XIe siècle-XIIe siècle)[64] (cloche répertoriée à l'inventaire des monuments historiques) ;
- Église aux Fontaines, consacrée en 1958 ;
- Chapelles rurales.

### Patrimoine culturel
- Musée des arts et traditions populaires du Val d'Arly ;
- Complexe culturel (médiathèque, école de musique, cinéma...).

### Patrimoine naturel
- Parc des berges de la Chaise
- 13 000 ha de forêt ;

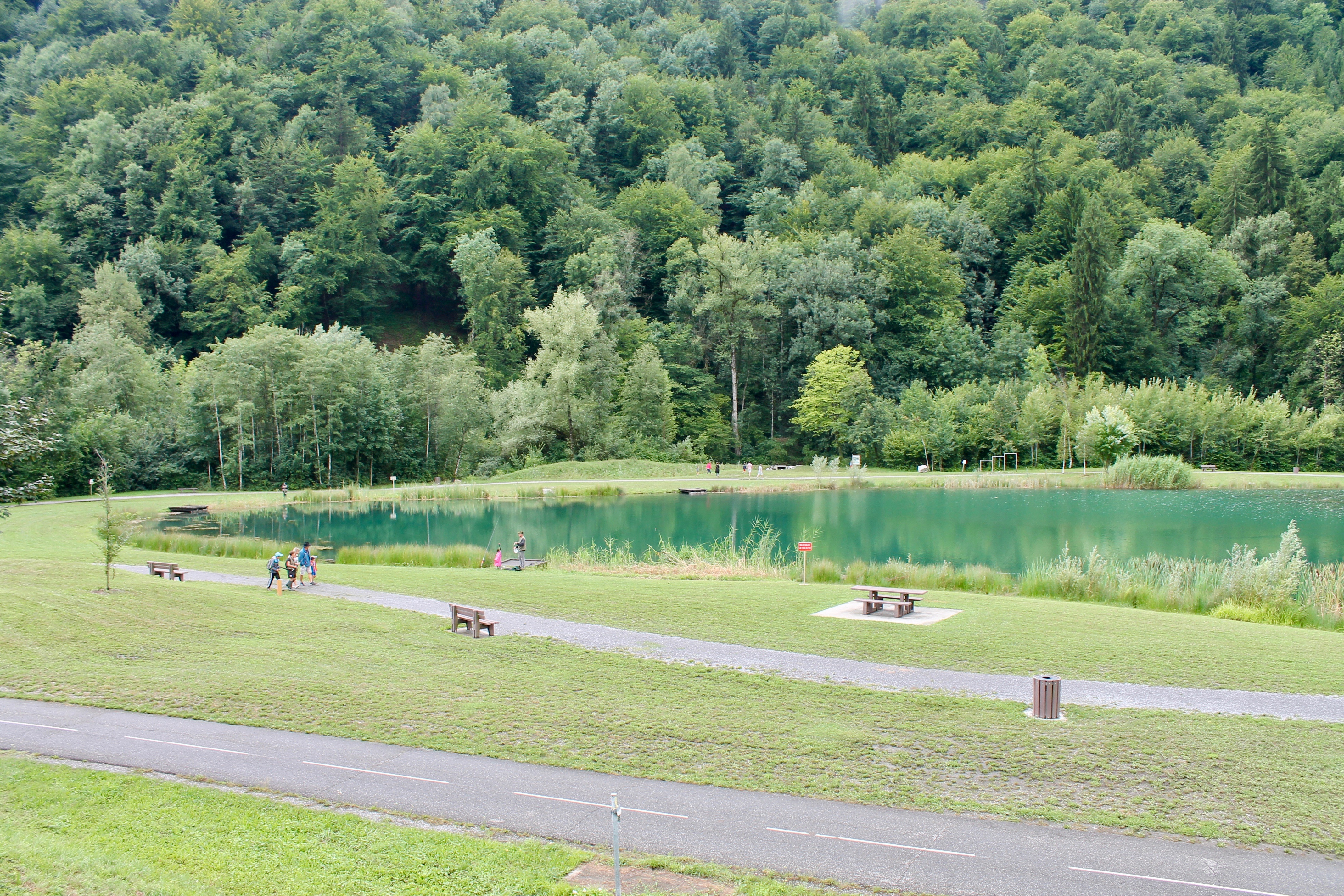
Parc des Berges de la Chaise depuis l'ancienne voie ferrée.

- Col de l'Arpettaz : panorama sur le massif du Mont-Blanc, les 4 000 suisses et italiens, le massif du Beaufortain, le massif de la Vanoise et la Dent de Cons ;
- Gorges de l'Arly.

### Gastronomie
Les spécialités culinaires sont celles que l'on trouve dans d'autres communes de Savoie : diots, gâteaux de Savoie, bugnes, polente, pormeniers, etc.
La spécialité sucrée locale est un entremets aux noisettes et praline, le Mont-Charvin, du nom de la montagne au pied de laquelle est sise Ugine. Cette recette a été inventée par Jean-Pierre Carmantrand.

### Personnalités liées à la commune
- Eustache Chappuis (1491-1556), chanoine de la cathédrale de Genève, ambassadeur de Charles Quint à la cour du roi  Henri VIII d'Angleterre, fondateur du collège Chapuisien à  Annecy, est issu d'une famille originaire d'Ugine ;
- Famille de Buttet dont Mermet de Buttet (v.1410-1488), natif d'Ugine, secrétaire  du duc Louis Ier de Savoie à Chambéry par lettres patentes du 15 octobre 1460 ;
- Saint Alexis d'Ugine (1867-1934), prêtre orthodoxe, fêté le 22 août ;
- Famille Delachenal, dont
  - Jean Delachenal (1693-1776), comte d'Outrechaise, anobli quelque temps avant sa mort survenue le 21 septembre 1776, par lettres patentes du 9 août 1776[65] ;
  - Joseph-Marie Delachenal, comte d'Outrechaise, maire pendant la période révolutionnaire, puis syndic d'Ugine[65] ;
- Léon Buffet (1871-1944), natif, prêtre (1896)[66], auteur d'ouvrages historiques dont Ugine, Notes d'histoire (1930) ;
- le baron Ernest-Joseph-Hyacinthe Perrier de la Bâthie (1873-1932), natif[67], fait don à la ville d'Ugine de ses terres pour y faire construire des bâtiments culturels, dont le collège qui porte son nom[54]. Une avenue porte son nom ;
- Paul Girod (1878-1951), fondateur du complexe industriel de la ville Ugitech ;
- Paul Proust (1882-1914), député (1914) ;
- Camille Folliet (1908-1945), prêtre, vicaire d'Ugine en 1932, résistant tué à l'ennemi en 1945, Compagnon de la Libération, Juste parmi les nations ;
- René Perrin (1893-1966), polytechnicien (1913), directeur des Aciéries d'Ugine (1928), inventeur du procédé Ugine-Perrin de coulée rapide des aciers, Académicien des Sciences (1955) ;
- Pierre-Yves Le Duc (1964), artiste peintre napolitain né à Ugine ;
- Jean-Louis Janin Daviet (1963), Uginois. Chargé  de conservation de musée. Créateur du premier musée participatif de France : « Espace Muséal de l'hôtel Abbatial de Lunéville ». Chevalier des Arts et des Lettres.
- Famille Bianco dont :
  - Jules Bianco (1895-1986), entrepreneur et homme politique, Croix de guerre 1914-1918, résistant, maire d'Ugine, président du conseil général de Savoie (1956 à 1964) ;
  - Lucien Bianco (1930-), fils de Jules, historien et sinologue français.

#### Naissances
- André Pringolliet (1879-1965), homme politique.
- Franck Apertet (1966-), artiste, danseur.
- Léon Delemontex (1910-1999), homme politique.
- Maryline Desbiolles (1959), écrivaine.

#### Décès
- Auguste Proust (1852-1921), homme politique.

#### Résidents
- Ness, dessinateur et scénariste de bandes dessinées.

#### Musiciens
- Tello, de son vrai nom Laurent Rastello, joueur de trompette et orgue, membre du groupe Kamel Nitrate (en)[68].

### Héraldique
| Armes d'Ugine | Les armes de la commune d'Ugine se blasonnent ainsi : De gueules au gril d'or, la poignée vers la pointe. On trouve parfois De sable au gril d'argent. Ugine a adopté ces armes en souvenir de Saint Laurent, martyr espagnol du IIIe siècle qui périt, torturé sur un gril de fer rougi au feu et qui, depuis le haut Moyen Âge, est le Saint Patron d'Ugine. |

Au XVIIe siècle, les armes du mandement d'Ugine se blasonnaient ainsi : une grille d'argent en sinople.